# HC Kometa Brno
HC Kometa Brno (celým názvem: Hockey Club Kometa Brno) je klub ledního hokeje z Česka, sídlící v moravské metropoli Brně. Založen byl v roce 1953 pod názvem TJ Rudá hvězda Brno a zpočátku patřil pod československé ministerstvo vnitra. V roce 1962 se z klubu po přesunu pod firmu ZKL stal civilní tým. Ve své historii získal (jako Rudá hvězda Brno, ZKL Brno a pod dnešním názvem Kometa Brno) celkově 14 titulů mistra Československa (11×) a Česka (3×), což ho pasuje do pozice nejúspěšnějšího hokejového klubu v zemi. Také na mezinárodní scéně je pak Kometa Brno nejúspěšnějším českým klubem, a to se třemi tituly z Evropského hokejového poháru. HC Kometa Brno odehrává své domácí zápasy v hale Rondo (sponzorským názvem Winning Group Arena) s kapacitou 7 700 diváků.
Éra 50. a 60. let 20. století, kdy klub vybojoval všechny své československé tituly, byla následována průměrnou sedmou dekádou a poté osmým desetiletím, kdy se klub pohyboval na hraně mezi nejvyšší a druhou nejvyšší soutěží. Od roku 1992 hrála Kometa dlouhodobě, s výjimkou jedné extraligové sezóny a jednoho druholigového ročníku, ve druhé nejvyšší české soutěži, 1. lize. V roce 2009 prohrála ve finále 1. ligy, následně ovšem odkoupila extraligovou licenci od Orlů Znojmo. Od sezóny 2009/10 působí Kometa Brno trvale v Extralize, české nejvyšší soutěži ledního hokeje, kterou v letech 2017, 2018 a 2025 vyhrála.

## Historie

### Založení klubu
V únoru roku 1953 byla Rudá hvězda Brno, tehdy hrající Krajský přebor, rozhodnutím ministra národní bezpečnosti Karola Bacílka posílena, vyčleněna jako sportovní rota ozbrojených složek MNB, spadající administrativně i hospodářsky do RH Praha. Klub byl po dohodě pro sezónu 1953/1954 zařazen do nejvyšší soutěže. Historicky první mužstvo se skládalo z hráčů dvou brněnských klubů – Sokola Zbrojovky Brno I (Bronislav Danda, Slavomír Bartoň, Bohuslav Sláma, Zdeněk Chocholatý, Jiří Zamastil, Arnošt Machovský, Zdeněk Trávníček) a Sokola GZ Královo Pole (Vlastimil Bubník, Ladislav Olejník a František Vaněk). Dále to pak byli hráči z Plzně (Čeněk Liška a Stanislav Sventek), z Budějovic (Jiří Kolouch), z Ostravy (Zdeněk Návrat) a z Kladna (Bohumil Prošek). Historicky první přátelský zápas sehrála Rudá hvězda se Spartakem Švermou Jinovice. Po dvou brankách Bartoně, jedné Zamastila a Návrata, Rudá hvězda vyhrála svůj historicky první zápas 4:2.

### Éra mistrů

#### Sezóna 1953/1954
Rudá hvězda byla v soutěži přiřazena do skupiny B. Postupně se tedy utkala s mužstvy Vítkovic, Tatry Smíchov, Karlových Varů, Plzně a Pardubic. Rudá hvězda odehrála svůj první zápas ve skupině 2. kolem, protože 1. kolo odehrálo až 2. prosince. Jak se již zmiňovalo Rudá hvězda odehrála své první utkání v lize 2. kolem venku v Karlových Varech. Místní Dynamo rozprášila 6:1. 3. kolo již klub odehrál doma Za Lužánkami, kde se postavilo plzeňskému Spartaku, kterého tentokráte rozdrtilo v konečném výsledku 14:3. Dohrávku 1. kolo Rudá hvězda odehrála opět doma, proti Tatře Smíchov. Tu po třech brankách Bartoně, dvou Dandy, jednoho Bubníka a Zamastila porazila 7:2. V dalším kole odjížděla Rudá hvězda do Pardubic. Dynamo sice po první třetině dostalo pouhé dva góly, ale po dalším dvou třetinách odcházeli z domácího ledu s výpraskem 2:8. Historicky první prohra přišla hned v dalším kole, když Rudá hvězda nestačila venku na Vítkovice, prohrála 3:2. Rudá hvězda si ale spravila reputaci hned v dalším kole Za Lužánkami, když v přestřelce s Karlovými Vary vyhrála 8:6. Další kolo klub odehrál v Plzni. Spartak jako by se nepoučil z prvního zápasu, znovu prohrál vysokým výsledkem tentokráte 2:11. Dohrávku 6. kola odehrála Rudá hvězda na domácí půdě Tatry Smíchov. To že po první třetině prohrávala Rudá hvězda 2:1 bylo už samo o sobě překvapení, ale to že v dalších dvou třetinách dostala dalších sedm gólů nemohl před utkáním očekávat ani největší optimista. Tatra Smíchov v konečném součtu vyhrála překvapivě 9:2! O čtyři dny později hrála Rudá hvězda další kolo doma proti Pardubicím. Zde si spravili svoji pokaženou reputaci po vysokém debaklu z minulého kola výhrou 4:1. Poslední kolo ve skupině odehrála Rudá hvězda opět doma, tentokráte proti Baníku Vítkovice. Rudá hvězda po napínavém utkání vyhrála 4:3. Skupinu celkově Rudá hvězda vyhrála s náskokem 4 bodů před Vítkovicemi a v klidu se mohla připravovat na finálovou skupinu o celkové prvenství.
Ve finálové skupině se měla Rudá hvězda postupně utkat s mužstvy Olomouce, Ústředního dómu armády, Českých Budějovic, Vítkovic (společně s Rudou hvězdou postoupily ze skupiny B) a Spartakem Sokolovo Praha. Finále se hrálo turnajovým způsobem jednokolově v Praze a v Brně. První zápas odehrála Rudá hvězda 3. února proti Olomouci. Nad Křídly vlasti, jak se klub jmenoval, vyhrála 5:3. Druhý zápas Rudá hvězda odehrála tentokráte proti pražské ÚDA, nad níž vyhrála 6:4. V třetím zápase se Rudá hvězda připravovala na mužstvo Českých Budějovic, ani oni ovšem nebyli pro Rudou hvězdu rovnocenným soupeřem; vyhrála 4:1. Čtvrtý zápas odehrála Rudá hvězda tentokráte proti známému soupeři ze skupiny – Baníku Vítkovice, Rudá hvězda vyhrála 5:1. Byl to již čtvrtý zápas, který Rudá hvězda vyhrála. V pátém zápase na ni čekal v zápase o mistrovský titul poslední soupeř - Spartak Sokolovo Praha. Napínavý duel skončil remízou 1:1, bohužel pro Rudou hvězdu byl výsledek přijatelnější pro soupeře. Ten díky lepšímu skóre získal svůj druhý titul v nejvyšší soutěži. Rudá hvězda tedy zakončila svoji historicky první sezónu celkovým druhým místem.

#### Sezóna 1954/1955

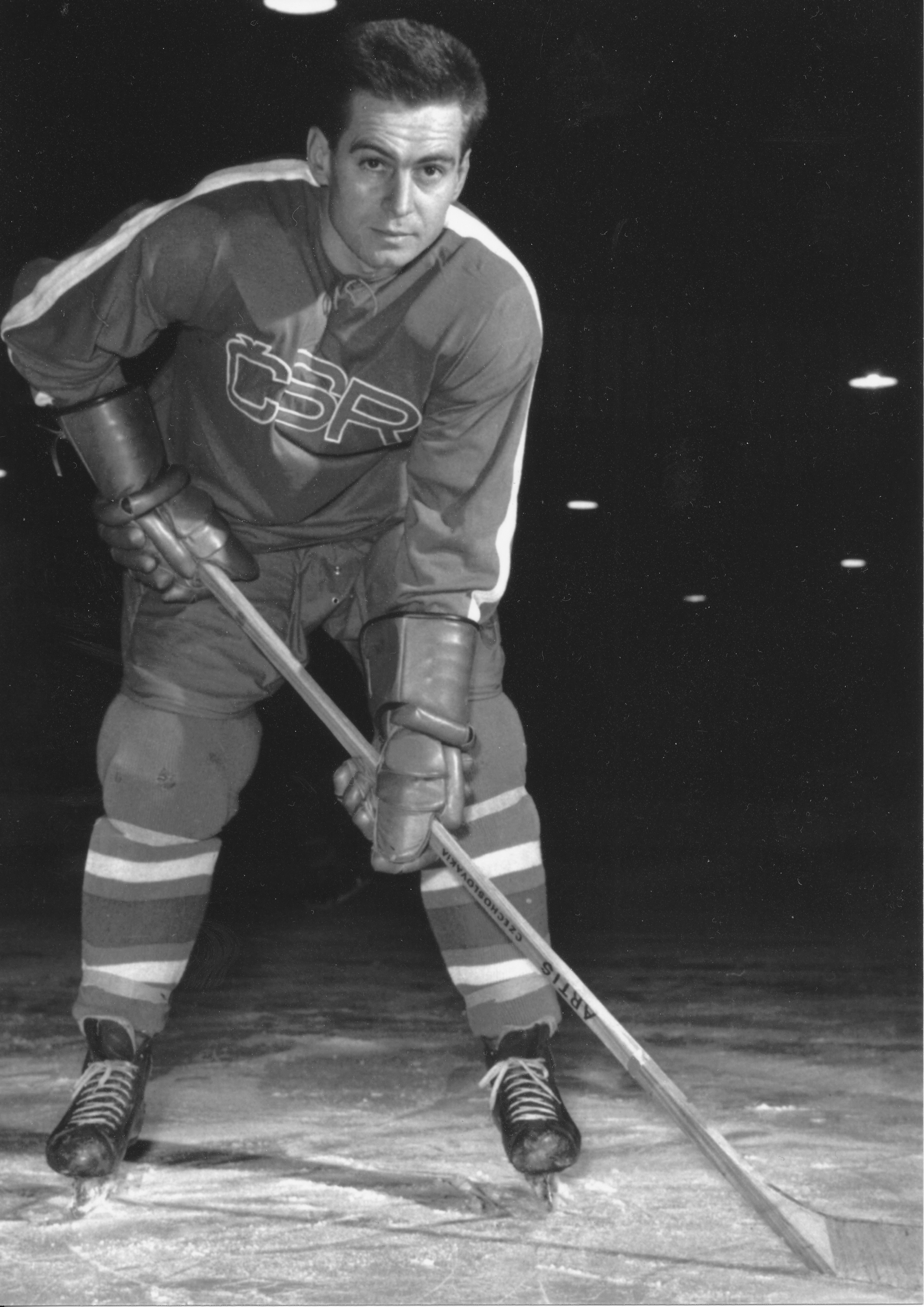
František Vaněk hrál za Kometu v letech 1954–1967. Odehrál celkově 297 zápasů, vstřelil 131 branek a nahrál na 156 branek

Před začátkem sezóny odešlo z Rudé hvězdy pět hráčů konkrétně Stanislav Sventek a Čeněk Liška do Plzně, kteří se vrátili zpět do mateřského oddílu, Zdeněk Chocholatý do Spartaku ZJŠ Brno, Arnošt Machovský a Zdeněk Kopsa. Přišli František Mašlaň z Prostějova, Jan Kasper z pražského ÚDA, Karel Šůna z Budějovic, Rudolf Scheuer z Králova Pole, Ladislav Chabr z Chomutova a Miroslav Rys z ČH Bratislava. Během sezóny odešel Miroslav Rys do mateřského Kladna.
Rudá hvězda začala ligu ve skupině A, kde se postupně utkala s mužstvy pražské Tankisty, Olomouce, Vítkovic, Králova Pole, Pardubic, brněnské Zbrojovky a ostravského Baníku. Skupinu Rudá hvězda vyhrála s náskokem 3 bodů na pražskou Tankistu. Jediná prohra v celé sezóně přišla na ledě Pardubic. Místnímu Dynamu Rudá hvězda podlehla vysoko 9:4. Finálový turnaj se hrál až po světovém šampionátu v Ostravě. První překvapení přišlo hned prvním zápasem, když Rudá hvězda s Tankistou jenom remizovala 2:2. Za dva dny mělo přijít předčasné finále mezi Spartakem Sokolovo Praha a Rudou hvězdou. Brněnští vyhráli 8:2 a zničili Spartaku sny o obhajobě titulu. Poslední zápas o titul mezi Chomutovem a Brnem se odehrál v pátek 18. března 1955. Chomutov sice prvně vedl 2:1, ale v páté minutě třetí třetiny dává Rudá hvězda dvě branky a otočila zápas ve svůj prospěch. Vítězný gól dával František Vaněk na 4:3. Po zápase mohlo Brno slavit svůj první titul mistra republiky. Většinu branek v sezóně obstarala útočná formace Bubník - Bartoň - Danda.

#### Sezóna 1955/1956
Před sezónou z klubu nikdo neodešel, Rudá hvězda posílila svoji útočnou sílu příchodem Jaroslava Pavlů z Plzně. Rudá hvězda opět ovládla skupinu suverénním způsobem, tentokráte ztratila jenom dva body prohrou s Tankistou Praha na svém ledě 1:2.
Finále se na rozdíl od minulých ročníků nehrálo turnajovým způsobem v jednom místě konání, ale soupeři se utkali každý dvakrát systémem doma-venku. V prvním kole Rudá hvězda vyhraje nad Chomutovem vysoko 7:1. V druhém kole přijížděla Rudá hvězda na led Spartaku Sokolovo Praha, známého soupeře ze sezón minulých. Rudá hvězda překvapivě vyhrála 5:0 a o titulu se zdálo býti již rozhodnuto. Jenže ve čtvrtém kole prohraje Rudá hvězda venku na ledě Chomutova 2:4 a o titulu se znova muselo rozhodnout v zápase mezi RH a Spartakem Sokolovo. Tentokráte začala Rudá hvězda opět dobře, vedla již po první třetině 2:0. Jenže soupeř se nechtěl jen tak vzdát, dokázal vyrovnat a dokonce se dostat ve 49. minutě do vedení. V 53. minutě opustil led hráč Spartaku Karel Gut a Rudá hvězda jakoby znovu ožila. V posledních sedmi minutách vstřelili její hráči čtyři branky a zvítězili 6:3. Poslední zápas s Vítkovicemi již nemohl zvrátit to, že Rudá hvězda získala již svůj druhý titul mistra republiky. Za zmínku stojí účast klubu na Spenglerově poháru. Sedm let měla československá mužstva zákaz startu v soutěži, ale až v tomto ročníku byla povolena účast jednomu klubu. Rudá hvězda dostala přednost před Spartakem Sokolovo. Prvně porazila Inter Milán vysoko 6:0. Poté se vypořádala s domácím Davosem 8:3 a jako třešničkou na dortu porazila německý Füssen 11:1. Slavný a zároveň nejstarší evropský pohár směřoval po výhře do Brna.

#### Sezóna 1956/1957
Před začátkem sezóny klub posílil Václav Pantůček ze Spartaku Sokolovo Praha. V průběhu sezóny do klubu přišel Rudolf Potsch z Králova Pole. Právě Pantůček nahradil v první útočné formaci Slavomíra Bartoně. Rudá hvězda získala již svůj třetí titul mistra republiky, i když ne tak suverénně jako minulý dvě sezóny. Druhý Spartak Sokolovo ztrácel na první místo pouhé dva body. Z 26 zápasů 19 vyhrála, 3 remizovala a 4 prohrála při skóre 155:54 a zisku 41 bodů. Rudá hvězda také byla u nejvyššího výsledku v lize, porazila Spartak Motorlet Praha 17:2. Nejlepším střelcem Rudé hvězdy se stal nováček v týmu Václav Pantůček s 27 brankami.

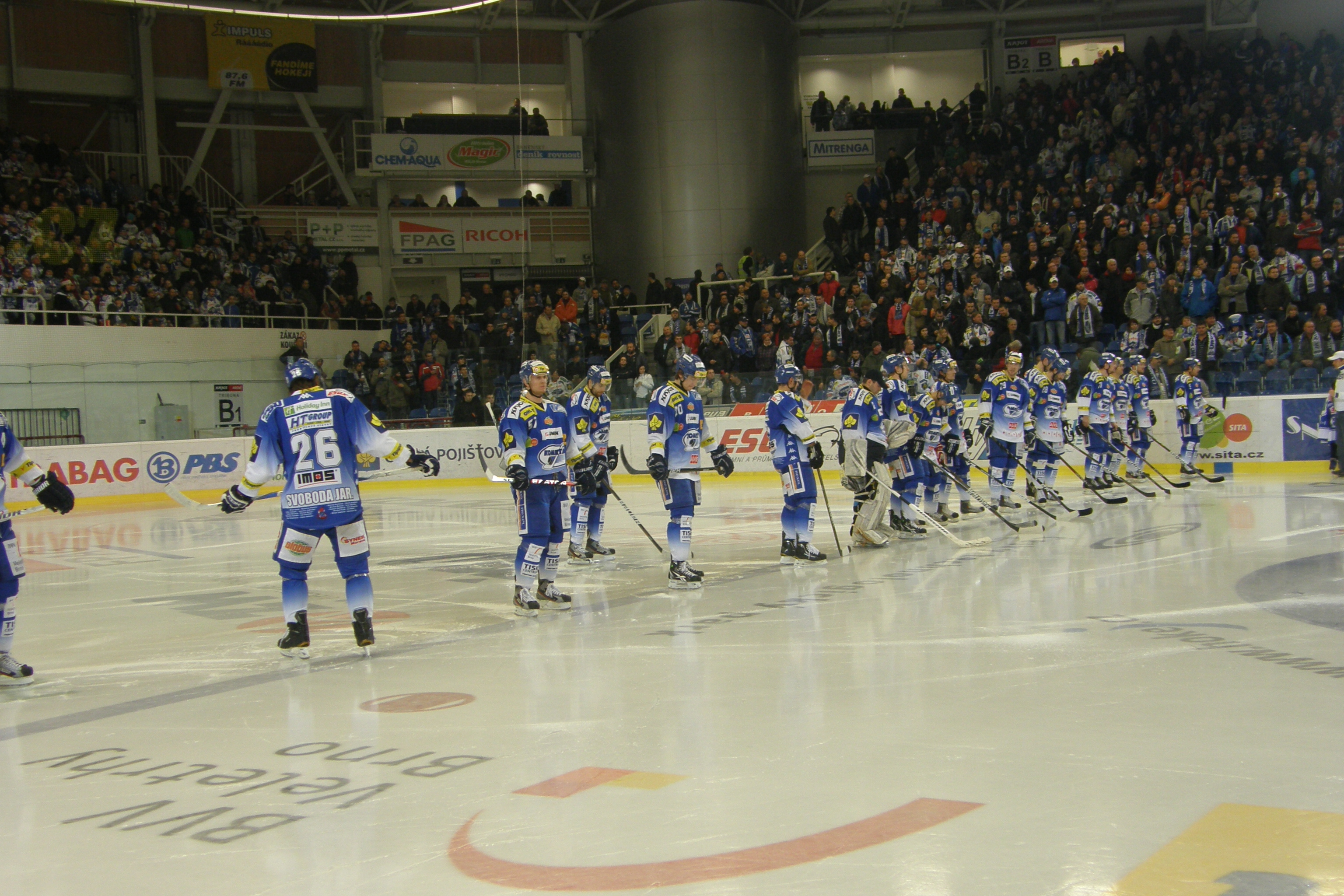
HC Kometa Brno

#### Sezóna 1957/1958
Před začátkem sezóny se vrátil do mateřského Chomutova Ladislav Chabr. Do týmu přišel Vladimír Nadrchal z Pardubic, budoucí brankářská hvězda klubu, a z juniorského týmu Karel Skopal s Vladimírem Šubrtem. Rudá hvězda získala svůj čtvrtý titul mistra republiky, ale mezi veřejností se již začínaly objevovat hlasy kritizující její profesorský hokej. Jediná černá kaňka na celkovém výkonu byla vysoká prohra v Chomutově 7:0. Největších vítězství klub dosáhl s mužstvy Spartaku Motorletu Praha a Baníku Ostrava shodně 14:3.

#### Sezóna 1958/1959
Z týmu odešli před začátkem sezóny hráči Zamastil a Kolouch, kteří odešli do brněnské Zbrojovky a Bohumil Prošek, který se vrátil zpět do mateřského Kladna. Do týmu přišli odbýt vojenskou službu hráči Černý z Plzně, Ševčík z Vítkovic a Richter z brněnské Zbrojovky. Z juniorské týmu pak přišel Ivo Winkler. Ročník ligy měl velmi nečekaný vývoj. Do vedení se sice v prvních kolech dostal Spartak Sokolovo, ale od 14. kola se dostalo na čelo Kladno a toto místo už nepustilo. Rudá hvězda se připravila o promluvení do bojů nejvyšších ostudnou porážkou 1:9 na Kladně. Poté prohrála i se sestupujícím týmem HC Brnem 1:2. Celkově skončila Rudá hvězda na druhém místě.

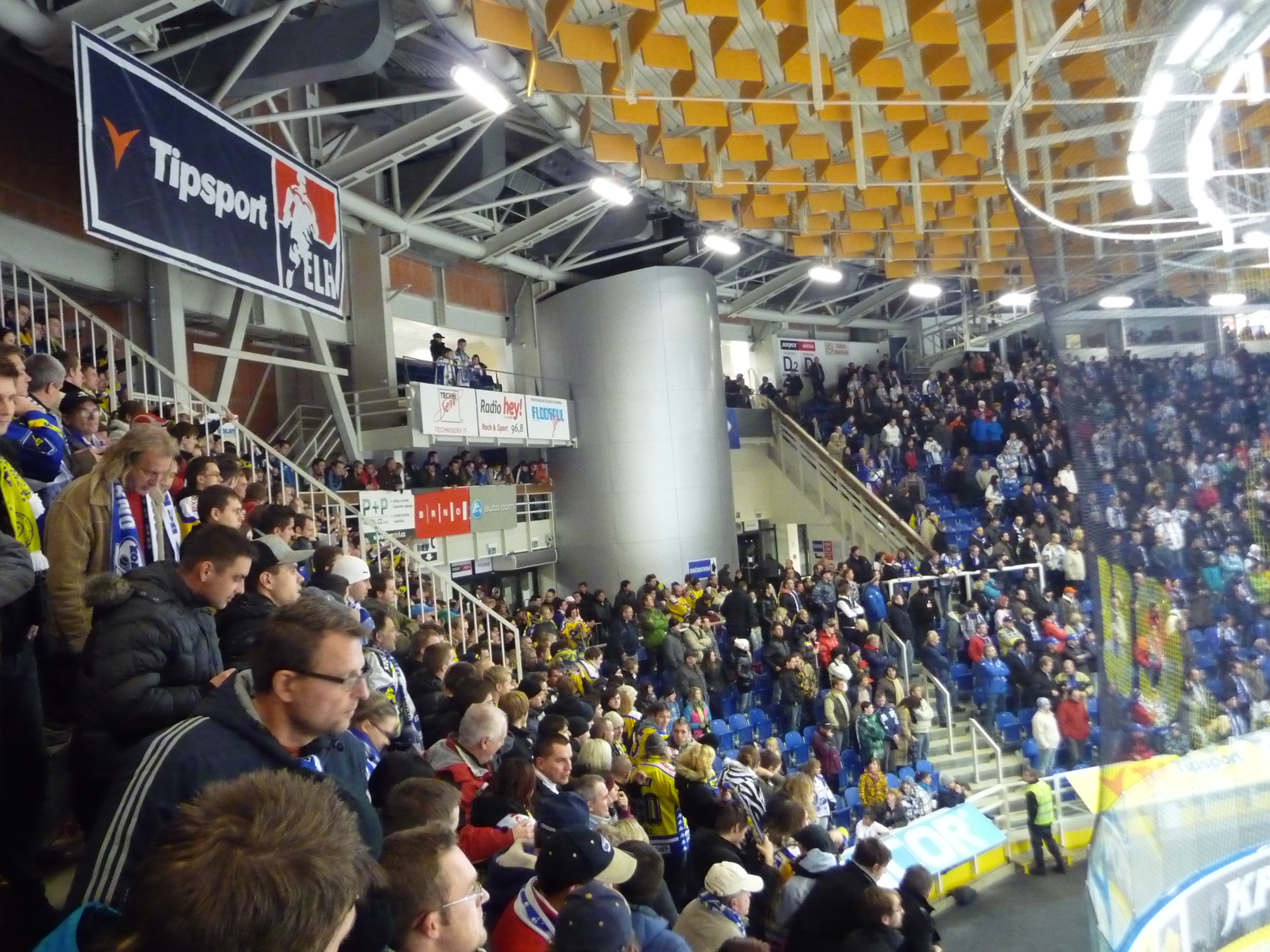
Brněnští fanoušci

## Historické názvy
Zdroj:
- 1953 – TJ Rudá hvězda Brno (Tělovýchovná jednota Rudá hvězda Brno)
- 1962 – TJ ZKL Brno (Tělovýchovná jednota Závody kuličkových ložisek Brno)
- 1976 – TJ Zetor Brno (Tělovýchovná jednota Zetor Brno)
- 1990 – HC Zetor Brno (Hockey Club Zetor Brno)
- 1992 – HC Královopolská Brno (Hockey Club Královopolská Brno)
- 1994 – HC Kometa Brno (Hockey Club Kometa Brno)
- 1995 – HC Kometa Brno BVV (Hockey Club Kometa Brno Brněnské veletrhy a výstavy)
- 1996 – HC Kometa Brno (Hockey Club Kometa Brno)
- 1998 – HC Kometa Brno, a.s. (Hockey Club Kometa Brno, akciová společnost)
- 1999 – HC Kometa Brno, hokejový klub Brno, o.s. (Hockey Club Kometa Brno, hokejový klub Brno, občanské sdružení)
- 2002 – HC Kometa/Vyškov (Hockey Club Kometa/Vyškov)
- 2003 – HC Kometa Group, a.s. Brno (Hockey Club Kometa Group, akciová společnost Brno)
- 2005 – HC Kometa Brno (Hockey Club Kometa Brno)
- 2006 – fúze s HC Ytong Brno ⇒ název nezměněn[9]

## Týmové úspěchy
- Mistr ligy: 1954/55, 1955/56, 1956/57, 1957/58, 1959/60, 1960/61, 1961/62, 1962/63, 1963/64, 1964/65, 1965/66, 2016/17, 2017/18, 2024/25
- Vítěz Evropského hokejového poháru: 1965/66, 1966/67, 1967/68
- Vítěz Slovenského národního revolučního poháru: 1995
- Vítěz Tipsport Hockey Cupu: 2008
- Vítěz Spenglerova poháru: 1955
- Vítěz Slezského poháru: 1976
- Vítěz Poháru osvobození: 1984
- Vítěz Rona Cupu: 2014
- Účast v Hokejové lize mistrů : 2x

## Stadion

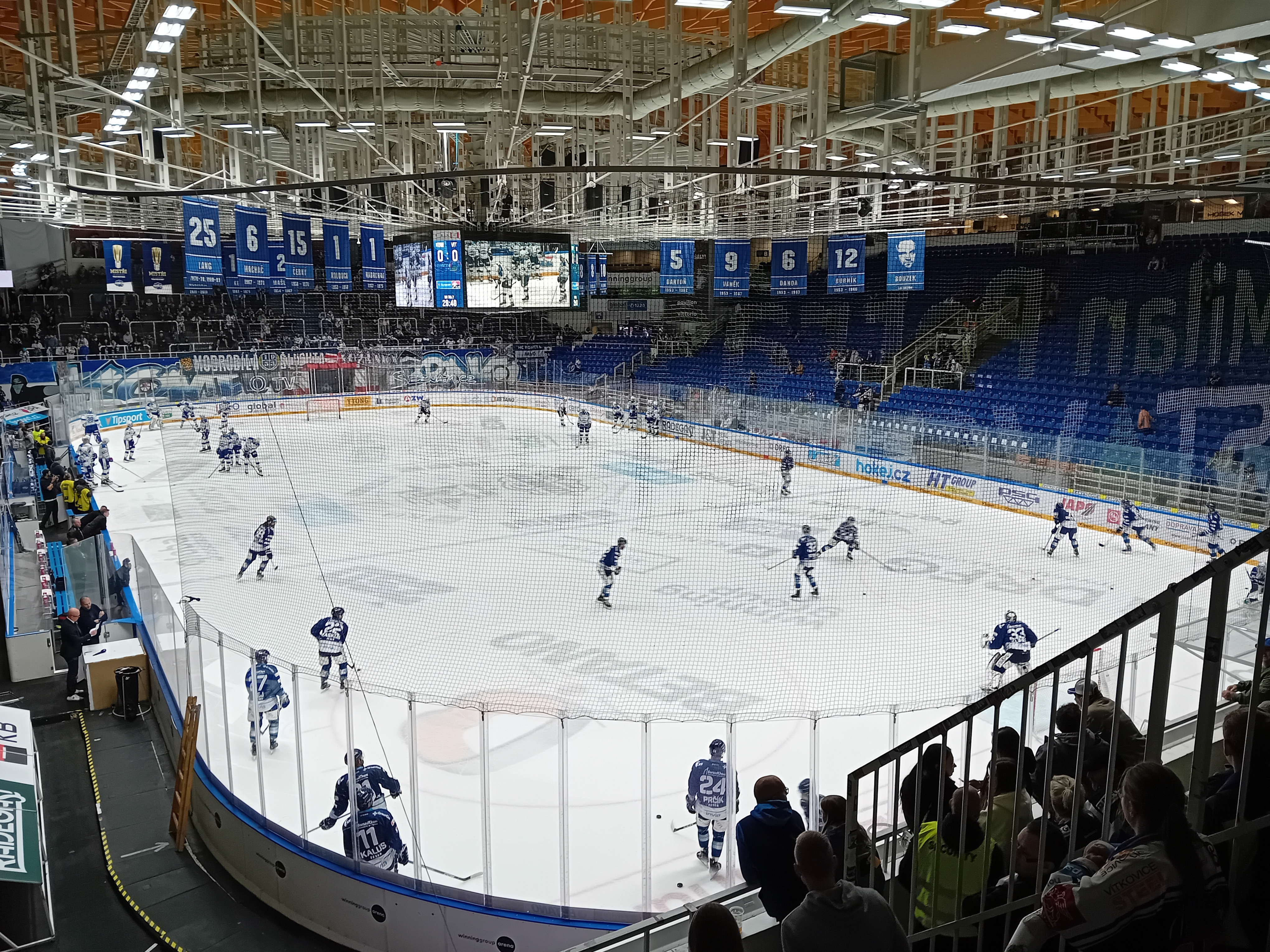
Interiér haly, říjen 2023

Momentálně Kometa trénuje a hraje v Winning Group Areně s kapacitou 7 770 diváků. S nedávnými úspěchy se ale začaly objevovat informace, že by ráda postavila stadion nový, nedaleko parku Lužánky. Dle momentálních plánů by za novým stadionem mohla stát brněnská architektonická kancelář A PLUS, člen skupiny DRFG, tedy jednoho z momentálních vlastníků klubu. Má v plánu ze stadionu udělat nejmodernější stavbu tohoto druhu v Česku. Tento atelier mimo jiné stojí i za projektem Univerzitního kampusu Masarykovy univerzity nebo střediskem CEITEC, stejně jako stála u prvních návrhů pražské O2 arény.
V roce 2015 pak byl zveřejněn první návrh celého areálu. To však narazilo na vlastnické poměry lokality Za Lužánkami. Projekt nové haly, jež dostala název Arena Brno, se musel přesunout na Brněnské výstaviště. Architekti a představitelé města, klubu i fanoušci očekávali nový stadion už připraven na sezonu 2023/24 a i pro hokejové mistrovství světa 2024, ale stadion bude pravděpodobně dokončen mezi lety 2025 a 2026. Bude se jednat o multifunkční halu pro různé sporty a události, především hokej, dále také futsal, basketbal nebo tenis, dokonce i judo.

## Statistiky

### Přehled ligové účasti

#### Stručný přehled
Zdroj:
- 1953–1954: 1. liga – sk. B (1. ligová úroveň v Československu)
- 1954–1956: 1. liga – sk. A (1. ligová úroveň v Československu)
- 1956–1980: 1. liga (1. ligová úroveň v Československu)
- 1980–1981: 1. ČNHL – sk. B (2. ligová úroveň v Československu)
- 1981–1988: 1. liga (1. ligová úroveň v Československu)
- 1988–1989: 1. ČNHL (2. ligová úroveň v Československu)
- 1989–1990: 1. liga (1. ligová úroveň v Československu)
- 1990–1991: 1. ČNHL (2. ligová úroveň v Československu)
- 1991–1992: 1. liga (1. ligová úroveň v Československu)
- 1992–1993: 1. ČNHL (2. ligová úroveň v Československu)
- 1993–1995: 1. liga (2. ligová úroveň v Česku)
- 1995–1996: Extraliga (1. ligová úroveň v Česku)
- 1996–2002: 1. liga (2. ligová úroveň v Česku)
- 2002–2003: 2. liga – sk. Východ (3. ligová úroveň v Česku)
- 2003–2009: 1. liga (2. ligová úroveň v Česku)
- 2009– : Extraliga (1. ligová úroveň v Česku)

#### Jednotlivé ročníky
Zdroj:
| Československo (1953–1993) |                      |        |    |     |                                                                 |          |             |
| Ročník                     | Soutěž               | Úroveň | PK | ZČ  | Play-off                                                        | Cel. um. | Pozn.       |
| 1953/1954                  | 1. liga – sk. B      | 1.     | 6  | 1.  |                                                                 | 2.       | Finále      |
| 1954/1955                  | 1. liga – sk. A      | 1.     | 8  | 1.  |                                                                 | 1.       | Finále      |
| 1955/1956                  | 1. liga – sk. A      | 1.     | 7  | 1.  |                                                                 | 1.       | Finále      |
| 1956/1957                  | 1. liga              | 1.     | 14 | 1.  |                                                                 | 1.       |             |
| 1957/1958                  | 1. liga              | 1.     | 12 | 1.  |                                                                 | 1.       |             |
| 1958/1959                  | 1. liga              | 1.     | 12 | 3.  |                                                                 | 3.       |             |
| 1959/1960                  | 1. liga              | 1.     | 12 | 1.  |                                                                 | 1.       |             |
| 1960/1961                  | 1. liga              | 1.     | 12 | 1.  |                                                                 | 1.       |             |
| 1961/1962                  | 1. liga              | 1.     | 12 | 2.  |                                                                 | 1.       |             |
| 1962/1963                  | 1. liga              | 1.     | 12 | 1.  |                                                                 | 1.       |             |
| 1963/1964                  | 1. liga              | 1.     | 12 | 1.  |                                                                 | 1.       |             |
| 1964/1965                  | 1. liga              | 1.     | 12 | 1.  |                                                                 | 1.       |             |
| 1965/1966                  | 1. liga              | 1.     | 10 | 1.  |                                                                 | 1.       |             |
| 1966/1967                  | 1. liga              | 1.     | 10 | 3.  |                                                                 | 3.       |             |
| 1967/1968                  | 1. liga              | 1.     | 10 | 2.  |                                                                 | 2.       |             |
| 1968/1969                  | 1. liga              | 1.     | 10 | 2.  |                                                                 | 2.       |             |
| 1969/1970                  | 1. liga              | 1.     | 10 | 3.  |                                                                 | 3.       |             |
| 1970/1971                  | 1. liga              | 1.     | 10 | 1.  | Finále (prohra 0:3 na zápasy s ASD Dukla Jihlava)               | 2.       |             |
| 1971/1972                  | 1. liga              | 1.     | 10 | 5.  |                                                                 | 5.       |             |
| 1972/1973                  | 1. liga              | 1.     | 10 | 5.  |                                                                 | 5.       |             |
| 1973/1974                  | 1. liga              | 1.     | 12 | 4.  |                                                                 | 4.       |             |
| 1974/1975                  | 1. liga              | 1.     | 12 | 8.  |                                                                 | 8.       |             |
| 1975/1976                  | 1. liga              | 1.     | 12 | 4.  |                                                                 | 4.       |             |
| 1976/1977                  | 1. liga              | 1.     | 12 | 11. |                                                                 | 11.      |             |
| 1977/1978                  | 1. liga              | 1.     | 12 | 9.  |                                                                 | 9.       |             |
| 1978/1979                  | 1. liga              | 1.     | 12 | 11. |                                                                 | 11.      |             |
| 1979/1980                  | 1. liga              | 1.     | 12 | 12. |                                                                 | 12.      | Sestup      |
| 1980/1981                  | 1. ČNHL – sk. B      | 2.     | 12 | 1.  |                                                                 | 1.       | Kvalifikace |
| 1981/1982                  | 1. liga              | 1.     | 12 | 10. |                                                                 | 10.      |             |
| 1982/1983                  | 1. liga              | 1.     | 12 | 11. |                                                                 | 11.      |             |
| 1983/1984                  | 1. liga              | 1.     | 12 | 8.  |                                                                 | 8.       |             |
| 1984/1985                  | 1. liga              | 1.     | 12 | 9.  |                                                                 | 9.       |             |
| 1985/1986                  | 1. liga              | 1.     | 12 | 12. |                                                                 | 10.      | sk. o udr.  |
| 1986/1987                  | 1. liga              | 1.     | 12 | 5.  | Čtvrtfinále (prohra 1:2 na zápasy s VSŽ Košice)                 | 5.       |             |
| 1987/1988                  | 1. liga              | 1.     | 12 | 12. |                                                                 | 12.      | sk. o udr.  |
| 1988/1989                  | 1. ČNHL              | 2.     | 12 | 2.  | Semifinále (výhra 2:0 na zápasy nad TJ Šumavan Vimperk)         | 1.       | Kvalifikace |
| 1989/1990                  | 1. liga              | 1.     | 12 | 12. |                                                                 | 12.      | Kvalifikace |
| 1990/1991                  | 1. ČNHL              | 2.     | 14 | 1.  |                                                                 | 1.       | Finále      |
| 1991/1992                  | 1. liga – sk. Západ  | 1.     | 7  | 7.  |                                                                 | 14.      | Sestup      |
| 1992/1993                  | 1. ČNHL              | 2.     | 14 | 2.  | Semifinále (prohra 2:3 na zápasy s HC Vajgar Jindřichův Hradec) | 4.       |             |
| Česko (1993–)              |                      |        |    |     |                                                                 |          |             |
| Ročník                     | Soutěž               | Úroveň | PK | ZČ  | Play-off                                                        | Cel. um. | Pozn.       |
| 1993/1994                  | 1. liga              | 2.     | 14 | 3.  | Semifinále (prohra 0:3 na zápasy s HC Slavia Praha)             | 3.       |             |
| 1994/1995                  | 1. liga              | 2.     | 14 | 1.  | Semifinále (výhra 3:0 na zápasy nad HC Havířov)                 | 1.       | Postup      |
| 1995/1996                  | Extraliga            | 1.     | 14 | 14. | Ne                                                              | 14.      | Baráž       |
| 1996/1997                  | 1. liga              | 2.     | 14 | 4.  | Ne                                                              | 4.       |             |
| 1997/1998                  | 1. liga              | 2.     | 14 | 11. | Ne                                                              | 11.      |             |
| 1998/1999                  | 1. liga              | 2.     | 14 | 13. | Ne                                                              | 13.      | Baráž       |
| 1999/2000                  | 1. liga              | 2.     | 14 | 12. | Ne                                                              | 12.      | sk. o udr.  |
| 2000/2001                  | 1. liga              | 2.     | 14 | 14. | Ne                                                              | 12.      | sk. o udr.  |
| 2001/2002                  | 1. liga              | 2.     | 14 | 14. | Ne                                                              | 14.      | Baráž       |
| 2002/2003                  | 2. liga – sk. Východ | 3.     | 12 | 3.  | Finále (prohra 0:2 na zápasy s HC Olomouc)                      | 2.       | Postup      |
| 2003/2004                  | 1. liga              | 2.     | 14 | 14. | Ne                                                              | 14.      | Baráž       |
| 2004/2005                  | 1. liga              | 2.     | 14 | 7.  | Čtvrtfinále (prohra 0:3 na zápasy s HC Slovan Ústí nad Labem)   | 7.       |             |
| 2005/2006                  | 1. liga              | 2.     | 14 | 4.  | Čtvrtfinále (prohra 1:4 na zápasy s HC Havířov Panthers)        | 6.       |             |
| 2006/2007                  | 1. liga              | 2.     | 14 | 5.  | Čtvrtfinále (prohra 0:4 na zápasy s KLH Chomutov)               | 5.       |             |
| 2007/2008                  | 1. liga – sk. Východ | 2.     | 8  | 2.  | Semifinále (prohra 3:4 na zápasy s BK Mladá Boleslav)           | 4.       |             |
| 2008/2009                  | 1. liga              | 2.     | 16 | 2.  | Finále (prohra 2:4 na zápasy s HC Slovan Ústečtí Lvi)           | 2.       | Postup      |
| 2009/2010                  | Extraliga            | 1.     | 14 | 12. | Ne                                                              | 11.      | sk. o udr.  |
| 2010/2011                  | Extraliga            | 1.     | 14 | 11. | Ne                                                              | 11.      | sk. o udr.  |
| 2011/2012                  | Extraliga            | 1.     | 14 | 8.  | Finále (prohra 2:4 na zápasy s HC ČSOB Pojišťovna Pardubice)    | 2.       |             |
| 2012/2013                  | Extraliga            | 1.     | 14 | 11. | Ne                                                              | 11.      | sk. o udr.  |
| 2013/2014                  | Extraliga            | 1.     | 14 | 6.  | Finále (prohra 1:4 na zápasy s PSG Zlín)                        | 2.       |             |
| 2014/2015                  | Extraliga            | 1.     | 14 | 3.  | Semifinále (prohra 1:4 na zápasy s HC Verva Litvínov)           | 3.       |             |
| 2015/2016                  | Extraliga            | 1.     | 14 | 9.  | Předkolo (prohra 1:3 na zápasy s Piráti Chomutov)               | 9.       |             |
| 2016/2017                  | Extraliga            | 1.     | 14 | 6.  | Finále (výhra 4:0 na zápasy nad Bílí Tygři Liberec)             | 1.       |             |
| 2017/2018                  | Extraliga            | 1.     | 14 | 5.  | Finále (výhra 4:1 na zápasy nad HC Oceláři Třinec)              | 1.       |             |
| 2018/2019                  | Extraliga            | 1.     | 14 | 5.  | Semifinále (prohra 2:4 na zápasy s Bílí Tygři Liberec)          | 4.       |             |
| 2019/2020                  | Extraliga            | 1.     | 14 | 6.  | play-off zrušeno kvůli pandemii covidu-19                       |          |             |
| 2020/2021                  | Extraliga            | 1.     | 14 | 9.  | Čtvrtfinále (prohra 0:4 na zápasy s HC Oceláři Třinec)          | 7.       |             |
| 2021/2022                  | Extraliga            | 1.     | 15 | 10. | Předkolo (prohra 2:3 na zápasy s Bílí Tygři Liberec)            | 11.      |             |
| 2022/2023                  | Extraliga            | 1.     | 14 | 7.  | Čtvrtfinále (prohra 2:4 na zápasy s HC Vítkovice Ridera)        | 7.       |             |
| 2023/2024                  | Extraliga            | 1.     | 14 | 4.  | Čtvrtfinále (prohra 2:4 na zápasy s HC Verva Litvínov)          | 5.       |             |
| 2024/2025                  | Extraliga            | 1.     | 14 | 4.  | Finále (výhra 4:3 na zápasy s HC Dynamo Pardubice)              | 1.       |             |
| 2025/2026                  | Extraliga            | 1.     | 14 |     |                                                                 |          |             |

### Přehled kapitánů a trenérů v jednotlivých sezónách
| Sezóna    | Soutěž               | Kapitán                                                  | Trenéři | Soupiska |
| --------- | -------------------- | -------------------------------------------------------- | --- | -------- |
| 1953/1954 | 1. liga              | Jiří Zamastil                                            | Václav Řezáč, Vlastimil Bubník, Bronislav Danda                                                                                         |          |
| 1954/1955 | 1. liga              | Jiří Zamastil                                            | Slavomír Bartoň, Vlastimil Bubník, Bronislav Danda - Vladimír Bouzek                                                                    |          |
| 1955/1956 | 1. liga              | Vlastimil Bubník                                         | Vladimír Bouzek |          |
| 1956/1957 | 1. liga              | Vlastimil Bubník                                         | Vladimír Bouzek |          |
| 1957/1958 | 1. liga              | Vlastimil Bubník                                         | Vladimír Bouzek - Eduard Farda |          |
| 1958/1959 | 1. liga              | Vlastimil Bubník                                         | Eduard Farda |          |
| 1959/1960 | 1. liga              | Vlastimil Bubník                                         | Eduard Farda |          |
| 1960/1961 | 1. liga              | Vlastimil Bubník                                         | Slavomír Bartoň - Vladimír Bouzek |          |
| 1961/1962 | 1. liga              | Vlastimil Bubník                                         | Vladimír Bouzek |          |
| 1962/1963 | 1. liga              | Vlastimil Bubník                                         | Vladimír Bouzek |          |
| 1963/1964 | 1. liga              | Vlastimil Bubník                                         | Vladimír Bouzek |          |
| 1964/1965 | 1. liga              | Vlastimil Bubník                                         | Vladimír Bouzek |          |
| 1965/1966 | 1. liga              | Vlastimil Bubník                                         | Vladimír Bouzek |          |
| 1966/1967 | 1. liga              | František Vaněk                                          | Slavomír Bartoň - Jaroslav Jiřík, Zdeněk Kepák, František Vaněk - Josef Štock - František Mašlaň                                        |          |
| 1967/1968 | 1. liga              | Rudolf Potsch                                            | František Vaněk |          |
| 1968/1969 | 1. liga              | Rudolf Potsch                                            | František Vaněk |          |
| 1969/1970 | 1. liga              | Josef Černý                                              | František Vaněk |          |
| 1970/1971 | 1. liga              | Josef Černý                                              | Vladimír Bouzek, Bronislav Danda |          |
| 1971/1972 | 1. liga              | Josef Černý                                              | Vladimír Bouzek, Vlastimil Bubník, Bronislav Danda                                                                                      |          |
| 1972/1973 | 1. liga              | Josef Černý                                              | Vladimír Bouzek, Bronislav Danda |          |
| 1973/1974 | 1. liga              | Oldřich Machač                                           | Augustin Bubník |          |
| 1974/1975 | 1. liga              | Oldřich Machač                                           | Augustin Bubník |          |
| 1975/1976 | 1. liga              | Oldřich Machač                                           | František Vaněk - Jaroslav Jiřík, Vladimír Nadrchal                                                                                     |          |
| 1976/1977 | 1. liga              | Oldřich Machač                                           | Jaroslav Jiřík, Vladimír Nadrchal |          |
| 1977/1978 | 1. liga              | Oldřich Machač                                           | Augustin Bubník, Vladimír Nadrchal - Zdeněk Kepák, Bronislav Danda                                                                      |          |
| 1978/1979 | 1. liga              | Svatopluk Číhal                                          | Vlastimil Bubník, Zdeněk Kepák |          |
| 1979/1980 | 1. liga              | Svatopluk Číhal                                          | Jozef Golonka, Vladimír Kříž |          |
| 1980/1981 | 1. ČNHL – sk. B      | Lubomír Hrstka                                           | Jaroslav Jiřík, Vladimír Kříž |          |
| 1981/1982 | 1. liga              | Libor Havlíček                                           | Jaroslav Jiřík, Vladimír Kříž - Jiří Vrba                                                                                               |          |
| 1982/1983 | 1. liga              | Lubomír Oslizlo                                          | František Vaněk, Rudolf Potsch |          |
| 1983/1984 | 1. liga              | Lubomír Oslizlo                                          | František Vaněk, Rudolf Potsch |          |
| 1984/1985 | 1. liga              | Otto Železný                                             | František Vaněk, Rudolf Potsch |          |
| 1985/1986 | 1. liga              | Otto Železný                                             | Rudolf Potsch - Lubomír Hrstka, Vladimír Dzurilla                                                                                       |          |
| 1986/1987 | 1. liga              | Lubomír Oslizlo                                          | Augustin Bubník, Lubomír Hrstka |          |
| 1987/1988 | 1. liga              | Lubomír Oslizlo                                          | Augustin Bubník, Lubomír Hrstka - Augustin Bubník, Jaroslav Jiřík                                                                       |          |
| 1988/1989 | 1. ČNHL              | Jiří Paška                                               | Karel Franěk, Zdeněk Kepák |          |
| 1989/1990 | 1. liga              | Jiří Paška                                               | Karel Franěk - Zdeněk Kepák, Rostislav Čada, Svatopluk Číhal                                                                            |          |
| 1990/1991 | 1. ČNHL              | Igor Čikl                                                | Petr Leška, Pavel Stloukal |          |
| 1991/1992 | 1. liga – sk. Západ  | Pavel Nohel                                              | Luděk Vojáček, Vladimír Kříž |          |
| 1992/1993 | 1. ČNHL              | Marek Tichý                                              | Josef Sršeň, Rudolf Potsch |          |
| 1993/1994 | 1. liga              | Lubomír Oslizlo                                          | Josef Sršeň, Rudolf Potsch |          |
| 1994/1995 | 1. liga              | Michal Konečný                                           | Josef Beránek, Rudolf Potsch |          |
| 1995/1996 | Extraliga            | Ladislav Trešl                                           | Josef Sršeň - Jaroslav Jiřík, Zdeněk Špaček - Josef Sršeň, Vladimír Nadrchal - Richard Farda, Ctirad Fiala                              |          |
| 1996/1997 | 1. liga              | Ladislav Trešl                                           | Karel Franěk - Otto Železný, Vladimír Nadrchal                                                                                          |          |
| 1997/1998 | 1. liga              | Radek Haman                                              | Josef Černý, Otto Železný, Vladimír Nadrchal                                                                                            |          |
| 1998/1999 | 1. liga              | Radek Haman                                              | Josef Černý, Jaromír Korotvička - Bohumil Prachař, Jaromír Korotvička                                                                   |          |
| 1999/2000 | 1. liga              | Tomáš Mikolášek                                          | Lubomír Oslizlo, Otto Železný - Vladimír Vašíček, Jaromír Korotvička - Bohumil Prachař, Jaromír Korotvička                              |          |
| 2000/2001 | 1. liga              | Tomáš Karný                                              | Stanislav Barda, Jiří Otoupalík - Jindřich Setikovský, Miloslav Pavelka                                                                 |          |
| 2001/2002 | 1. liga              | Jiří Sedláček                                            | Josef Černý, Rudolf Krupička |          |
| 2002/2003 | 2. liga – sk. Východ | Zdeněk Šperger                                           | Lubomír Oslizlo, Zdeněk Balabán |          |
| 2003/2004 | 1. liga              | Zdeněk Šperger                                           | Lubomír Oslizlo, Michal Konečný - Leoš Zajíc, Radoslav Svoboda - Svatopluk Číhal, Lubomír Oslizlo                                       |          |
| 2004/2005 | 1. liga              | Richard Brančík                                          | Svatopluk Číhal, Lubomír Oslizlo | Zde      |
| 2005/2006 | 1. liga              | Richard Brančík                                          | Svatopluk Číhal, Lubomír Oslizlo, Karel Nekola                                                                                          | Zde      |
| 2006/2007 | 1. liga              | Richard Brančík                                          | Lubomír Oslizlo, Karel Nekola - Rostislav Čada, Libor Zábranský                                                                         | Zde      |
| 2007/2008 | 1. liga              | Pavel Vostřák                                            | Rostislav Čada, Libor Zábranský - Vladimír Kýhos, Vladimír Petrovka, Viktor Lukeš                                                       | Zde      |
| 2008/2009 | 1. liga              | Miroslav Barus                                           | Vladimír Kýhos, Viktor Lukeš | Zde      |
| 2009/2010 | Extraliga            | Kamil Brabenec                                           | Vladimír Kýhos, Václav Baďouček - Pavel Pazourek, Mojmír Trličík - Vladimír Jeřábek, Ladislav Lubina                                    | Zde      |
| 2010/2011 | Extraliga            | Jiří Dopita                                              | Vladimír Jeřábek, Ladislav Lubina - Ladislav Lubina, Svatopluk Číhal                                                                    | Zde      |
| 2011/2012 | Extraliga            | Radim Bičánek                                            | Zdeněk Venera, Lubomír Oslizlo | Zde      |
| 2012/2013 | Extraliga            | Radim Bičánek                                            | Zdeněk Venera, Lubomír Oslizlo, Pavel Zubíček - Vladimír Kýhos, Karel Beran                                                             | Zde      |
| 2013/2014 | Extraliga            | Leoš Čermák                                              | Vladimír Kýhos, Karel Beran, Martin Pešout                                                                                              | Zde      |
| 2014/2015 | Extraliga            | Leoš Čermák                                              | Vladimír Kýhos, Karel Beran, Martin Pešout                                                                                              | Zde      |
| 2015/2016 | Extraliga            | Leoš Čermák                                              | Alois Hadamczik, Karel Beran, Kamil Pokorný – od 6. 2. 2016 Libor Zábranský, Kamil Pokorný, Martin Pešout                               | Zde      |
| 2016/2017 | Extraliga            | Leoš Čermák                                              | Libor Zábranský, Kamil Pokorný, Martin Pešout, Petr Haken                                                                               | Zde      |
| 2017/2018 | Extraliga            | Leoš Čermák                                              | Libor Zábranský, Kamil Pokorný, Jiří Horáček, Petr Haken                                                                                | Zde      |
| 2018/2019 | Extraliga            | Leoš Čermák                                              | Libor Zábranský, Kamil Pokorný, Jiří Horáček, Lubomír Oslizlo                                                                           | Zde      |
| 2019/2020 | Extraliga            | Martin Zaťovič                                           | Petr Fiala, Kamil Pokorný, Jiří Horáček, Lubomír Oslizlo – od 18. 11. 2019 Libor Zábranský, Kamil Pokorný, Jiří Horáček, Radek Bělohlav | Zde      |
| 2020/2021 | Extraliga            | Martin Zaťovič                                           | Libor Zábranský, Kamil Pokorný, Jiří Horáček, Radek Bělohlav, Jozef Kováčik, Jan Zachrla                                                | Zde      |
| 2021/2022 | Extraliga            | Martin Zaťovič                                           | Jiří Kalous, Jiří Horáček, Jozef Kováčik, Libor Zábranský                                                                               | Zde      |
| 2022/2023 | Extraliga            | Martin Zaťovič                                           | Martin Pešout, Jiří Horáček, Jiří Otoupalík – od 12. 12. 2022 Patrik Martinec, Jiří Horáček, Jiří Otoupalík, Jaroslav Modrý             | Zde      |
| 2023/2024 | Extraliga            | Martin Zaťovič                                           | Patrik Martinec, Jiří Horáček, Jiří Otoupalík, Jaroslav Modrý – od 24. 9. 2023 Jaroslav Modrý, Jiří Otoupalík, Jiří Horáček             | Zde      |
| 2024/2025 | Extraliga            | Martin Zaťovič později Tomáš Marcinko později Jakub Flek | Kamil Pokorný | Zde      |
| 2025/2026 | Extraliga            |                                                          | |          |

B-tým: jednotlivé ročníky
| Česko (2021–2022) |                      |           |    |    |          |          |                          |
| Ročník            | Soutěž               | Úroveň    | PK | ZČ | Play-off | Cel. um. | Pozn.                    |
| 2021/2022         | 2. liga – sk. Východ | 3. úroveň | 8  | 6. | Ne       | 6.       | Prodej licence do Znojma |

B-tým: přehled kapitánů a trenérů
| Sezóna    | Soutěž               | Kapitán        | Trenéři                                     |
| --------- | -------------------- | -------------- | ------------------------------------------- |
| 2021/2022 | 2. liga – sk. Východ | Kamil Brabenec | Jiří Otoupalík, Jan Konečný, Kamil Brabenec |

### Celkový přehled výsledků v nejvyšší soutěži
- Stav po 1. čtvrtině ročníku 2023/2024.

| Soutěž                       | Sezon | Fáze sezony           | Zápasy | Výhry | Vp  | Remízy | Pp | Prohry | VB   | OB   | Bilance |
| ---------------------------- | ----- | --------------------- | ------ | ----- | --- | ------ | -- | ------ | ---- | ---- | ------- |
| Československá hokejová liga | 36    | Základní část         | 1232   | 590   | 5   | 160    | 2  | 475    | 4754 | 4002 | +752    |
| Československá hokejová liga | 36    | Baráž/o udržení       | 49     | 23    | 1   | 1      | 1  | 23     | 162  | 154  | +8      |
| Československá hokejová liga | 36    | Play-off/finálová sk. | 32     | 17    | 1   | 2      | 1  | 11     | 114  | 90   | +24     |
| Československá hokejová liga | 36    | Celkem                | 1313   | 630   | 7   | 163    | 4  | 509    | 5030 | 4246 | +784    |
| Extraliga ledního hokeje     | 16    | Základní část         | 785    | 300   | 79  | 5      | 77 | 324    | 2105 | 2209 | -104    |
| Extraliga ledního hokeje     | 16    | Baráž/o udržení       | 42     | 19    | 5   | 2      | 2  | 14     | 122  | 125  | -3      |
| Extraliga ledního hokeje     | 16    | Play-off              | 116    | 55    | 13  | 0      | 10 | 38     | 306  | 279  | +27     |
| Extraliga ledního hokeje     | 16    | Celkem                | 937    | 372   | 97  | 7      | 89 | 372    | 2522 | 2600 | -78     |
| Celkem                       | 52    | Základní část         | 2017   | 890   | 84  | 165    | 79 | 799    | 6855 | 6214 | +641    |
| Celkem                       | 52    | Baráž/o udržení       | 91     | 42    | 6   | 3      | 3  | 37     | 284  | 279  | +5      |
| Celkem                       | 52    | Play-off/finálová sk. | 148    | 72    | 14  | 2      | 11 | 49     | 420  | 369  | +51     |
| Celkem                       | 52    | Celkem                | 2256   | 1004  | 104 | 170    | 93 | 885    | 7562 | 6862 | +700    |

#### Bilance s jednotlivými soupeři v nejvyšší soutěži
- Stav po 1. čtvrtině ročníku 2023/2024.

| Soupeř            | Zápasy | Výhry | Vp | Remízy | Pp | Prohry | VB  | OB  | Bilance | První zápas | Poslední zápas |
| ----------------- | ------ | ----- | -- | ------ | -- | ------ | --- | --- | ------- | ----------- | -------------- |
| Sparta Praha      | 208    | 84    | 10 | 20     | 6  | 98     | 620 | 661 | -41     | 1954-02-08  | 2023-10-01     |
| Pardubice         | 197    | 77    | 8  | 18     | 8  | 84     | 646 | 644 | +2      | 1953-12-06  | 2023-10-06     |
| Plzeň             | 177    | 81    | 9  | 14     | 7  | 64     | 586 | 511 | +75     | 1953-11-27  | 2023-10-12     |
| Litvínov          | 166    | 75    | 4  | 9      | 10 | 68     | 630 | 552 | +77     | 1959-10-21  | 2023-09-22     |
| Kladno            | 165    | 76    | 6  | 10     | 0  | 73     | 560 | 525 | +35     | 1957-01-29  | 2023-09-29     |
| Vítkovice         | 155    | 61    | 9  | 16     | 10 | 58     | 494 | 442 | +52     | 1953-12-10  | 2023-10-15     |
| Zlín              | 148    | 71    | 5  | 12     | 7  | 54     | 524 | 414 | +110    | 1960-11-13  | 2022-01-30     |
| Jihlava           | 131    | 43    | 1  | 18     | 1  | 68     | 390 | 495 | -105    | 1957-11-28  | 2018-02-02     |
| České Budějovice  | 125    | 64    | 2  | 8      | 2  | 49     | 433 | 370 | +63     | 1954-02-06  | 2023-09-27     |
| Slovan Bratislava | 122    | 64    | 0  | 14     | 0  | 44     | 429 | 381 | +48     | 1956-01-04  | 1991-10-22     |
| Košice            | 95     | 43    | 2  | 14     | 0  | 36     | 346 | 319 | +27     | 1964-10-18  | 1992-02-29     |
| Liberec           | 74     | 33    | 7  | 0      | 6  | 29     | 203 | 179 | +24     | 2009-10-04  | 2023-10-20     |
| Třinec            | 68     | 24    | 6  | 0      | 7  | 31     | 173 | 217 | -43     | 1995-09-28  | 2023-10-22     |
| Karlovy Vary      | 61     | 25    | 9  | 0      | 8  | 21     | 179 | 179 | 0       | 1953-11-15  | 2023-09-17     |
| Boleslav          | 61     | 22    | 8  | 0      | 4  | 27     | 148 | 153 | -5      | 2009-10-02  | 2023-09-24     |
| Chomutov          | 58     | 38    | 1  | 3      | 5  | 12     | 255 | 138 | +117    | 1955-03-18  | 2019-01-29     |
| Mountfield HK     | 51     | 22    | 4  | 0      | 7  | 18     | 121 | 110 | +11     | 2013-10-01  | 2023-09-15     |
| Olomouc           | 48     | 23    | 7  | 2      | 5  | 11     | 148 | 121 | +27     | 1954-02-03  | 2023-10-08     |
| Trenčín           | 38     | 13    | 1  | 6      | 0  | 18     | 120 | 138 | -18     | 1977-10-18  | 1991-12-10     |
| Slavia Praha      | 28     | 8     | 2  | 0      | 4  | 14     | 79  | 95  | -16     | 1995-10-13  | 2015-02-27     |
| Zbrojovka Brno    | 14     | 13    | 0  | 1      | 0  | 0      | 95  | 33  | +62     | 1954-11-25  | 1962-11-30     |
| Brno Královo Pole | 10     | 8     | 0  | 1      | 0  | 1      | 40  | 19  | +21     | 1954-12-03  | 1975-12-09     |
| Opava             | 8      | 5     | 0  | 1      | 0  | 2      | 44  | 23  | +21     | 1957-01-25  | 1996-04-02     |
| Poprad            | 7      | 3     | 1  | 0      | 1  | 2      | 30  | 26  | +4      | 1991-12-12  | 1992-03-16     |
| I. ČLTK Praha     | 6      | 5     | 0  | 0      | 0  | 1      | 59  | 15  | +44     | 1956-12-05  | 1964-11-11     |
| Tankista Praha    | 5      | 3     | 0  | 1      | 0  | 1      | 22  | 6   | +16     | 1954-11-21  | 1956-02-15     |
| LTC Praha         | 4      | 3     | 0  | 0      | 0  | 1      | 31  | 14  | +17     | 1953-12-02  | 1957-01-31     |
| Litoměřice        | 4      | 4     | 0  | 0      | 0  | 0      | 30  | 10  | +20     | 1961-11-08  | 1963-11-26     |
| Nitra             | 4      | 1     | 0  | 0      | 0  | 3      | 10  | 13  | -3      | 1989-03-14  | 1990-03-20     |
| Baník Ostrava     | 4      | 4     | 0  | 0      | 0  | 0      | 40  | 8   | +32     | 1954-12-01  | 1958-01-15     |
| Přerov            | 4      | 3     | 0  | 1      | 0  | 0      | 15  | 9   | +6      | 1996-03-11  | 1996-03-31     |
| Vsetín            | 4      | 0     | 0  | 1      | 0  | 3      | 7   | 21  | -14     | 1995-09-22  | 1995-12-07     |
| Liptovský Mikuláš | 2      | 1     | 0  | 0      | 0  | 1      | 9   | 5   | +4      | 1989-03-12  | 1989-03-26     |
| Vimperk           | 2      | 1     | 0  | 0      | 0  | 1      | 12  | 7   | +5      | 1990-03-10  | 1990-03-23     |
| ATK Praha         | 1      | 1     | 0  | 0      | 0  | 0      | 6   | 4   | +2      | 1954-02-04  | 1954-02-04     |

       klub se účastní sezony 2023/2024.

#### Statistické zajímavosti
| Zajímavost                 | Počet | Kolo | Den        | Domácí            | Hosté            | Skóre | Třetiny       |
| -------------------------- | ----- | ---- | ---------- | ----------------- | ---------------- | ----- | ------------- |
| Nejvíce branek v utkání    | 20    | 7.   | 31.10.1962 | ZKL Brno          | Tesla Pardubice  | 19:1  | (6:0,5:0,8:1) |
| Nejvíce vstřelených branek | 19    | 7.   | 31.10.1962 | ZKL Brno          | Tesla Pardubice  | 19:1  | (6:0,5:0,8:1) |
| Nejvyšší vítězství         | +18   | 7.   | 31.10.1962 | ZKL Brno          | Tesla Pardubice  | 19:1  | (6:0,5:0,8:1) |
| Nejvíce obdržených branek  | 13    | 27.  | 21.1.1977  | Poldi SONP Kladno | Zetor Brno       | 13:1  | (3:1,4:0,6:0) |
| Nejvyšší porážka           | -12   | 27.  | 21.1.1977  | Poldi SONP Kladno | Zetor Brno       | 13:1  | (3:1,4:0,6:0) |
| Nejvyšší remíza            | 6     | 8.   | 19.11.1958 | Dynamo Pardubice  | Rudá hvězda Brno | 6:6   | (1:1,2:2,3:3) |
| Nejvyšší remíza            | 6     | 4.   | 18.10.1961 | Rudá hvězda Brno  | Tesla Pardubice  | 6:6   | (2:2,3:1,1:3) |
| Nejvyšší remíza            | 6     | 5.   | 22.10.1961 | CHZ ČSSP Litvínov | Rudá hvězda Brno | 6:6   | (2:3,3:1,1:2) |
| Nejvyšší remíza            | 6     | 33.  | 1.2.1974   | ZKL Brno          | VŽKG Ostrava     | 6:6   | (1:2,3:2,2:2) |
| Nejvyšší remíza            | 6     | 5.   | 2.10.1982  | Zetor Brno        | Vítkovice        | 6:6   | (0:0,3:4,3:2) |
| Nejvyšší remíza            | 6     | 13.  | 29.10.1982 | Zetor Brno        | VSŽ Košice       | 6:6   | (3:2,2:2,1:2) |
| Nejvyšší remíza            | 6     | 38.  | 8.2.1983   | Vítkovice         | Zetor Brno       | 6:6   | (2:4,2:1,2:1) |
| Nejvyšší remíza            | 6     | 32.  | 11.3.1984  | Zetor Brno        | Vítkovice        | 6:6   | (2:5,2:1,2:0) |
| Nejvyšší remíza            | 6     | 22.  | 11.12.1987 | Zetor Brno        | VSŽ Košice       | 6:6   | (2:2,1:3,3:1) |
| Nejvyšší remíza            | 6     | 6.   | 24.9.1989  | Zetor Brno        | Poldi Kladno     | 6:6   | (3:0,2:4,1:2) |
| Nejvyšší remíza            | 6     | 18.  | 7.11.1989  | Zetor Brno        | Gottwaldov       | 6:6   | (1:1,3:3,2:2) |

### Nejlepší střelec,Nejlepší nahrávač- historický přehled
| Ročník    | Soutěž               | Branky ZČ                            | Nahrávky ZČ                        | Body ZČ                              |
| --------- | -------------------- | ------------------------------------ | ---------------------------------- | ------------------------------------ |
| 1953/1954 | 1. liga              | Vlastimil Bubník 24                  | Bronislav Danda 13                 | Bronislav Danda 35                   |
| 1954/1955 | 1. liga              | Vlastimil Bubník 15                  | Bronislav Danda, Bohumil Prošek 11 | Vlastimil Bubník, Bronislav Danda 22 |
| 1955/1956 | 1. liga              | Slavomír Bartoň, Vlastimil Bubník 20 | Bronislav Danda 13                 | Slavomír Bartoň 31                   |
| 1956/1957 | 1. liga              | Václav Pantůček 26                   | Václav Pantůček 22                 | Václav Pantůček 48                   |
| 1957/1958 | 1. liga              | Václav Pantůček 27                   | Bronislav Danda 31                 | Bronislav Danda 38                   |
| 1958/1959 | 1. liga              | Václav Pantůček 15                   | František Vaněk 16                 | Bronislav Danda 27                   |
| 1959/1960 | 1. liga              | Bronislav Danda 18                   | Bronislav Danda 16                 | Bronislav Danda 34                   |
| 1960/1961 | 1. liga              | Václav Pantůček 36                   | Bronislav Danda 19                 | Václav Pantůček 52                   |
| 1961/1962 | 1. liga              | Jaroslav Jiřík 30                    | Vlastimil Bubník 19                | Jaroslav Jiřík 41                    |
| 1962/1963 | 1. liga              | Jaroslav Jiřík, Václav Pantůček 23   | František Vaněk 21                 | František Vaněk 36                   |
| 1963/1964 | 1. liga              | Josef Černý 45                       | František Vaněk 25                 | Josef Černý 64                       |
| 1964/1965 | 1. liga              | Josef Černý 24                       | Zdeněk Kepák, František Vaněk 17   | Jaroslav Jiřík, Vlastimil Bubník 36  |
| 1965/1966 | 1. liga              | Josef Černý 34                       | Jaromír Meixner 16                 | Josef Černý 47                       |
| 1966/1967 | 1. liga              | Josef Černý 22                       | Jaromír Meixner 17                 | Josef Černý 32                       |
| 1967/1968 | 1. liga              | Josef Černý 23                       | Zdeněk Kepák 18                    | Zdeněk Kepák 37                      |
| 1968/1969 | 1. liga              | Jaroslav Jiřík 36                    | Milan Kokš 21                      | Josef Černý 44                       |
| 1969/1970 | 1. liga              | Josef Černý 30                       | Richard Farda 19                   | Josef Černý 44                       |
| 1970/1971 | 1. liga              | Richard Farda 33                     | Josef Černý 23                     | Richard Farda 54                     |
| 1971/1972 | 1. liga              | Josef Černý 19                       | Richard Farda 18                   | Josef Černý 35                       |
| 1972/1973 | 1. liga              | Josef Černý 18                       | Richard Farda 15                   | Richard Farda 31                     |
| 1973/1974 | 1. liga              | Zdeněk Mráz, Josef Černý 23          | Zdeněk Mráz 20                     | Zdeněk Mráz 43                       |
| 1974/1975 | 1. liga              | Karel Nekola 21                      | Zdeněk Mráz 22                     | Zdeněk Mráz 36                       |
| 1975/1976 | 1. liga              | Svatopluk Číhal 15                   | Zdeněk Mráz 18                     | Svatopluk Číhal 32                   |
| 1976/1977 | 1. liga              | Karel Nekola, Zdeněk Mráz 21         | Zdeněk Mráz 24                     | Zdeněk Mráz 45                       |
| 1977/1978 | 1. liga              | Karel Nekola 27                      | Libor Havlíček 26                  | Libor Havlíček 44                    |
| 1978/1979 | 1. liga              | Jiří Šetek 19                        | Libor Havlíček 23                  | Libor Havlíček 40                    |
| 1979/1980 | 1. liga              | Karel Nekola 27                      | Libor Havlíček 22                  | Karel Nekola, Libor Havlíček 39      |
| 1980/1981 | 1. ČNHL – sk. B      | Karel Nekola 36                      | Libor Havlíček 31                  | Karel Nekola 62                      |
| 1981/1982 | 1. liga              | Karel Nekola, Jiří Otoupalík 20      | Libor Havlíček 24                  | Karel Nekola 37                      |
| 1982/1983 | 1. liga              | Karel Nekola 21                      | Libor Havlíček 45                  | Libor Havlíček 55                    |
| 1983/1984 | 1. liga              | František Šebela 18                  | František Šebela, Alexandr Prát 14 | František Šebela 32                  |
| 1984/1985 | 1. liga              | Alexandr Prát 16                     | Alexandr Prát, Karel Nekola 9      | Alexandr Prát 25                     |
| 1985/1986 | 1. liga              | Jiří Otoupalík 22                    | Alexandr Prát 19                   | Jiří Otoupalík 29                    |
| 1986/1987 | 1. liga              | Robert Kron 18                       | Ladislav Trešl 15                  | Robert Kron 30                       |
| 1987/1988 | 1. liga              | Tomáš Sršeň 24                       | Jiří Otoupalík 14                  | Tomáš Sršeň 34                       |
| 1988/1989 | 1. ČNHL              | Pavel Kocour 23                      | Igor Čikl 17                       | Igor Čikl 37                         |
| 1989/1990 | 1. liga              | Michal Konečný 19                    | Igor Čikl, Michal Konečný 13       | Michal Konečný 32                    |
| 1990/1991 | 1. ČNHL              | Josef Duchoslav 34                   | Igor Čikl, Michal Konečný 28       | Igor Čikl 55                         |
| 1991/1992 | 1. liga – sk. Západ  | Josef Duchoslav 16                   | Marek Tichý 18                     | Roman Meluzín 31                     |
| 1992/1993 | 1. ČNHL              | Pavel Janků 42                       | Jiří Súhrada 31                    | Pavel Janků 64                       |
| 1993/1994 | 1. liga              | Jiří Vítek 23                        | František Ševčík 25                | František Ševčík 47                  |
| 1994/1995 | 1. liga              | Tomáš Krásný 29                      | Michal Konečný 29                  | Tomáš Krásný 47                      |
| 1995/1996 | Extraliga            | František Ševčík, Michal Konečný 11  | Ladislav Trešl, Michal Konečný 11  | Michal Konečný 22                    |
| 1996/1997 | 1. liga              | Marek Vorel 21                       | Jiří Cihlář 21                     | Martin Sychra 39                     |
| 1997/1998 | 1. liga              | Patrik Fink 26                       | David Pazourek 24                  | Patrik Fink 48                       |
| 1998/1999 | 1. liga              | Tomáš Mikolášek 28                   | Radek Haman 18                     | Tomáš Mikolášek 38                   |
| 1999/2000 | 1. liga              | Martin Mihola 23                     | Martin Mihola 33                   | Martin Mihola 56                     |
| 2000/2001 | 1. liga              | Aleš Skokan 21                       | Jiří Sedláček 14                   | Aleš Skokan 31                       |
| 2001/2002 | 1. liga              | David Ludvík, Jiří Sedláček 10       | Josef Duchoslav 19                 | Josef Duchoslav 26                   |
| 2002/2003 | 2. liga – sk. Východ | Václav Balát 20                      | Jiří Sedláček 27                   | Jiří Sedláček 42                     |
| 2003/2004 | 1. liga              | Pavel Nohel 17                       | Jiří Sedláček 14                   | Pavel Nohel 28                       |
| 2004/2005 | 1. liga              | Michal Černý 21                      | Michal Černý 22                    | Michal Černý 43                      |
| 2005/2006 | 1. liga              | David Appel 30                       | Miroslav Barus 27                  | David Appel 54                       |
| 2006/2007 | 1. liga              | Michal Černý 24                      | Miroslav Barus 27                  | Michal Černý 50                      |
| 2007/2008 | 1. liga – sk. Východ | Pavel Vostřák, Michal Černý 17       | Pavel Vostřák 27                   | Pavel Vostřák 44                     |
| 2008/2009 | 1. liga              | Milan Kostourek 21                   | Michal Černý, Kamil Brabenec 21    | Milan Kostourek, Kamil Brabenec 37   |
| 2009/2010 | Extraliga            | Jiří Dopita 20                       | Jiří Dopita 21                     | Jiří Dopita 41                       |
| 2010/2011 | Extraliga            | Radim Hruška 23                      | Marek Kvapil 34                    | Marek Kvapil 46                      |
| 2011/2012 | Extraliga            | Miroslav Holec, Leoš Čermák 18       | Róbert Petrovický 18               | Miroslav Holec 34                    |
| 2012/2013 | Extraliga            | Jan Hruška 19                        | Jan Hruška 23                      | Jan Hruška 42                        |
| 2013/2014 | Extraliga            | Vojtěch Němec 20                     | Vojtěch Němec, Leoš Čermák 18      | Vojtěch Němec 38                     |
| 2014/2015 | Extraliga            | Petr Ton 22                          | Michal Kempný 21                   | Petr Ton 42                          |
| 2015/2016 | Extraliga            | Jan Hruška 20                        | Vojtěch Němec 25                   | Vojtěch Němec 41                     |
| 2016/2017 | Extraliga            | Marek Kvapil, Martin Zaťovič 15      | Marek Kvapil 25                    | Marek Kvapil 40                      |
| 2017/2018 | Extraliga            | Alexandre Mallet 15                  | Martin Erat 34                     | Martin Erat 46                       |
| 2018/2019 | Extraliga            | Peter Mueller 24                     | Petr Holík 38                      | Petr Holík 55                        |
| 2019/2020 | Extraliga            | Martin Zaťovič 29                    | Petr Holík 27                      | Martin Zaťovič 50                    |
| 2020/2021 | Extraliga            | Peter Mueller 29                     | Petr Holík 39                      | Peter Mueller 64                     |
| 2021/2022 | Extraliga            | Peter Mueller 23                     | Peter Mueller 32                   | Peter Mueller 55                     |
| 2022/2023 | Extraliga            | Luboš Horký 20                       | Petr Holík 36                      | Petr Holík 48                        |
| 2023/2024 | Extraliga            | Steve Moses 20                       | Jan Ščotka 28                      | Jakub Flek 45                        |
| 2024/2025 | Extraliga            | Jakub Flek 24                        | Kristián Pospíšil 27               | Jakub Flek 47                        |

## Účast v mezinárodních pohárech
Zdroj:
Legenda: SP - Spenglerův pohár, EHP - Evropský hokejový pohár, EHL - Evropská hokejová liga, SSix - Super six, IIHFSup - IIHF Superpohár, VC - Victoria Cup, HLMI - Hokejová liga mistrů IIHF, ET - European Trophy, HLM - Hokejová Liga mistrů, KP – Kontinentální pohár, DC – Dolomiten Cup
- SP 1955 – Základní skupina (1. místo)
- SP 1957 – Finále
- EHP 1965/1966 – Vítěz
- EHP 1966/1967 – Vítěz
- EHP 1967/1968 – Vítěz
- EHP 1968/1969 – Semifinále
- ET 2011 – Jižní divize (6. místo)
- ET 2012 – Severní divize (4. místo)
- ET 2013 – Severní divize (4. místo)
- HLM 2017/2018 – Čtvrtfinále
- HLM 2018/2019 – Čtvrtfinále
- DC 2024 – 3. místo

## Hráči, kteří nastoupili za Kometu a získali medaili na MS
- Tučně = v současnosti hrají za Kometu

| Rok     | Hráč |                  |
| ------- | --- | ---------------- |
| MS 1955 | Jan Kasper, Vlastimil Bubník, Slavomír Bartoň, Bronislav Danda, Václav Pantůček                                                                               | Bronzová medaile |
| MS 1957 | Jan Kasper, Stanislav Sventek, Vlastimil Bubník, Slavomír Bartoň, Bronislav Danda, Václav Pantůček, Bohumil Prošek                                            | Bronzová medaile |
| MS 1959 | Vladimír Nadrchal, Rudolf Potsch, Jan Kasper, Jaroslav Jiřík, Bohumil Prošek, František Vaněk, Josef Černý, Miroslav Rys                                      | Bronzová medaile |
| MS 1961 | Vladimír Nadrchal, Rudolf Potsch, Jan Kasper, Stanislav Sventek, Vlastimil Bubník, Václav Pantůček, Bohumil Prošek František Vaněk, Josef Černý, Zdeněk Kepák | Stříbrná medaile |
| MS 1963 | Vladimír Dzurilla, Rudolf Potsch, Jan Kasper, Stanislav Sventek, Vlastimil Bubník, Jaroslav Jiřík, František Vaněk, Josef Černý                               | Bronzová medaile |
| MS 1965 | Vladimír Dzurilla, Vladimír Nadrchal, Rudolf Potsch, Jaromír Meixner, Jaroslav Jiřík, Josef Černý, František Ševčík, Zdeněk Kepák                             | Stříbrná medaile |
| MS 1966 | Vladimír Dzurilla, Rudolf Potsch, Jaromír Meixner, Jaroslav Jiřík, Josef Černý, František Ševčík, Milan Kokš                                                  | Stříbrná medaile |
| MS 1969 | Vladimír Dzurilla, Oldřich Machač, Jaroslav Jiřík, Josef Černý, František Ševčík, Richard Farda                                                               | Bronzová medaile |
| MS 1970 | Vladimír Dzurilla, Oldřich Machač, Josef Černý, František Ševčík, Richard Farda                                                                               | Bronzová medaile |
| MS 1971 | Oldřich Machač, Josef Černý, Richard Farda | Bronzová medaile |
| MS 1972 | Vladimír Dzurilla, Oldřich Machač, Richard Farda | Zlatá medaile    |
| MS 1973 | Oldřich Machač, Richard Farda | Bronzová medaile |
| MS 1974 | Oldřich Machač, Richard Farda | Stříbrná medaile |
| MS 1975 | Oldřich Machač | Stříbrná medaile |
| MS 1976 | Vladimír Dzurilla, Oldřich Machač | Zlatá medaile    |
| MS 1977 | Vladimír Dzurilla, Oldřich Machač | Zlatá medaile    |
| MS 1978 | Oldřich Machač | Stříbrná medaile |
| MS 1979 | Libor Havlíček | Stříbrná medaile |
| MS 1981 | Karel Lang | Bronzová medaile |
| MS 1982 | Karel Lang | Stříbrná medaile |
| MS 1987 | Karel Lang | Bronzová medaile |
| MS 1989 | Robert Kron | Bronzová medaile |
| MS 1990 | Robert Kron | Bronzová medaile |
| MS 1994 | Sami Kapanen (za Finsko) | Stříbrná medaile |
| MS 1995 | Sami Kapanen (za Finsko) | Zlatá medaile    |
| MS 1996 | Jiří Dopita, Roman Meluzín | Zlatá medaile    |
| MS 1997 | Jiří Dopita | Bronzová medaile |
| MS 1998 | Robert Kántor, Jiří Dopita | Bronzová medaile |
| MS 1998 | Sami Kapanen (za Finsko) | Stříbrná medaile |
| MS 1999 | Roman Meluzín | Zlatá medaile    |
| MS 2000 | Jiří Dopita, Martin Havlát | Zlatá medaile    |
| MS 2001 | Jiří Dopita | Zlatá medaile    |
| MS 2001 | Sami Kapanen (za Finsko) | Stříbrná medaile |
| MS 2002 | Róbert Petrovický (za Slovensko) | Zlatá medaile    |
| MS 2005 | Václav Varaďa | Zlatá medaile    |
| MS 2006 | Martin Erat, Petr Hubáček, Tomáš Plekanec | Stříbrná medaile |
| MS 2010 | Petr Hubáček, Marek Kvapil, Ondřej Němec, Lukáš Kašpar, Jakub Klepiš, Michal Barinka, Roman Červenka                                                          | Zlatá medaile    |
| MS 2011 | Petr Hubáček, Martin Havlát, Ondřej Němec, Tomáš Plekanec, Roman Červenka                                                                                     | Bronzová medaile |
| MS 2012 | Marcel Haščák, Michel Miklík (za Slovensko) | Stříbrná medaile |
| MS 2012 | Martin Erat, Jakub Krejčík, Ondřej Němec , Tomáš Plekanec, Lukáš Kašpar, Roman Červenka                                                                       | Bronzová medaile |
| MS 2019 | Arttu Ilomäki (za Finsko) | Zlatá medaile    |
| MS 2021 | Nicolas Beaudin (za Kanadu) | Zlatá medaile    |
| MS 2022 | Karel Vejmelka, Marek Langhamer, Lukáš Dostál, Michal Kempný, Tomáš Kundrátek, Jan Ščotka, Hynek Zohorna, Jakub Flek, Roman Červenka                          | Bronzová medaile |
| MS 2023 | Ralfs Freibergs (za Lotyšsko) | Bronzová medaile |
| MS 2024 | Karel Vejmelka, Lukáš Dostál, Michal Kempný, Tomáš Kundrátek, Jan Ščotka, Jakub Flek, Roman Červenka, Jakub Krejčík, Pavel Zacha, Libor Hájek, Martin Nečas   | Zlatá medaile    |

## Hráči, kteří nastoupili za Kometu a získali medaili na ZOH
- Tučně = v současnosti hrají za Kometu

| Rok      | Hráč |                  |
| -------- | --- | ---------------- |
| ZOH 1964 | Vladimír Dzurilla, Vladimír Nadrchal, Rudolf Potsch, Stanislav Sventek, Vlastimil Bubník, Jaroslav Jiřík, Josef Černý | Bronzová medaile |
| ZOH 1968 | Vladimír Dzurilla, Vladimír Nadrchal, Oldřich Machač, Jaroslav Jiřík, Josef Černý, František Ševčík                   | Stříbrná medaile |
| ZOH 1972 | Vladimír Dzurilla, Oldřich Machač, Josef Černý, Richard Farda                                                         | Bronzová medaile |
| ZOH 1976 | Oldřich Machač | Stříbrná medaile |
| ZOH 1994 | Sami Kapanen (za Finsko)                                                                                              | Bronzová medaile |
| ZOH 1998 | Jiří Dopita | Zlatá medaile    |
| ZOH 1998 | Sami Kapanen (za Finsko)                                                                                              | Bronzová medaile |
| ZOH 2006 | Tomáš Kaberle, Martin Erat                                                                                            | Bronzová medaile |
| ZOH 2022 | Matej Tomek, Marek Ďaloga, Kristián Pospíšil, Michal Krištof (za Slovensko)                                           | Bronzová medaile |

## Osobnosti brněnského hokeje
- Eduard Farda
- Vladimír Bouzek
- Vlastimil Bubník
- Bronislav Danda
- František Mašlaň
- Rudolf Scheuer
- František Vaněk
- Ladislav Olejník
- Rudolf Potsch
- Vladimír Nadrchal
- Josef Černý
- Václav Pantůček
- Karel Skopal
- Karel Šůna
- Slavomír Bartoň
- Ivo Winkler
- Karel Ševčík
- Jaroslav Jiřík
- Zdeněk Kepák
- František Ševčík
- Jaromír Meixner
- Zdeněk Návrat
- Jiří Kolouch
- Bohumil Prošek
- Jiří Zamastil
- Vladimír Šubrt
- Zdeněk Trávníček
- Jan Kasper
- Josef Barta
- Oldřich Machač
- Richard Farda
- Lubomír Hrstka
- Ctirad Fiala
- Břetislav Kocourek
- Svatopluk Číhal
- Karel Nekola
- Zdeněk Mráz
- Libor Havlíček
- Vladimír Dzurilla
- Milan Kokš
- Jiří Otoupalík
- Lubomír Oslizlo
- Karel Lang
- Alexandr Elsner
- Alexandr Prát
- Otto Železný
- Jaromír Přecechtěl
- Robert Kron
- Tomáš Sršeň
- Ladislav Trešl
- Vladimír Vajčner
- Luděk Vojáček
- Roman Meluzín
- Pavel Janků
- Libor Zábranský
- Pavel Pazourek
- Pavel Zubíček
- Robert Kántor
- Radek Haman
- Josef Duchoslav
- Radek Radvan
- Rostislav Čada
- Karel Beran
- Aleš Staněk
- David Appel
- Alexandr Lhotský
- Michal Černý
- Pavel Maláč
- Miroslav Barus
- Petr Hubáček
- Jiří Dopita
- Radek Dlouhý
- Kamil Brabenec
- Sasu Hovi
- Jiří Trvaj
- Radim Bičánek
- Tomáš Divíšek
- Marek Kvapil
- Róbert Petrovický
- Martin Erat
- Ondřej Němec
- Marek Čiliak

### Členové Síně slávy IIHF
- Vlastimil Bubník (1997)
- Oldřich Machač (1999)
- Vladimír Bouzek (2007)
- Josef Černý (2007)

### Členové Síně slávy ČSLH
- Vlastimil Bubník (2008)
- Oldřich Machač (2008)
- Vladimír Bouzek (2008)
- Josef Černý (2008)
- František Vaněk (2009)
- Vladimír Nadrchal (2010)
- Rudolf Potsch (2010)
- Bronislav Danda (2010)
- Richard Farda (2010)
- Jan Kasper (2010)
- Jaroslav Jiřík (2010)
- Václav Pantůček (2010)
- Vladimír Dzurilla (2010)

### Členové Sportovní síně slávy města Brna
- Vlastimil Bubník (1998)
- František Vaněk (1999)
- Slavomír Bartoň (1999)
- Jaroslav Jiřík (2000)
- Bronislav Danda (2001)
- Vladimír Nadrchal (2002)
- Rudolf Potsch (2002)
- Vladimír Bouzek (2003)
- Josef Černý (2004)
- Oldřich Machač (2005)
- Zdeněk Kepák (2005)
- František Ševčík (2006)
- Richard Farda (2007)
- Václav Pantůček (2007)
- František Mašlaň (2009)
- Jaromír Meixner (2010)
- Jiří Kolouch (2012)

## Mistrovské sestavy
Zdroj:
| Titul | Sezóna    | Hráči |
| ----- | --------- | --- |
| 1.    | 1954/1955 | Brankáři: Jiří Kolouch, Zdeněk Trávníček Obránci: František Mašlaň, Ladislav Chabr, Jan Kasper, Bohuslav Sláma, Ladislav Olejník Útočníci: Slavomír Bartoň, Bronislav Danda, Karel Šůna, Miroslav Rys, František Vaněk, Bohumil Prošek, Jiří Zamastil, Vlastimil Bubník, Zdeněk Návrat, Rudolf Scheuer Trenéři: Vladimír Bouzek |
| 2.    | 1955/1956 | Brankáři: Jiří Kolouch, Zdeněk Trávníček Obránci: František Mašlaň, Ladislav Chabr, Jan Kasper, Bohuslav Sláma, Ladislav Olejník Útočníci: Slavomír Bartoň, Bronislav Danda, Karel Šůna, František Vaněk, Bohumil Prošek, Jiří Zamastil, Vlastimil Bubník, Jaroslav Pavlů, Zdeněk Návrat, Rudolf Scheuer Trenéři: Vladimír Bouzek |
| 3.    | 1956/1957 | Brankáři: Jiří Kolouch, Zdeněk Trávníček Obránci: František Mašlaň, Ladislav Chabr, Jan Kasper, Bohuslav Sláma, Ladislav Olejník, Rudolf Potsch Útočníci: Slavomír Bartoň, Bronislav Danda, Karel Šůna, František Vaněk, Bohumil Prošek, Jiří Zamastil, Vlastimil Bubník, Jaroslav Pavlů, Zdeněk Návrat, Rudolf Scheuer, Václav Pantůček Trenéři: Vladimír Bouzek |
| 4.    | 1957/1958 | Brankáři: Vladimír Nadrchal, Jiří Kolouch, Zdeněk Trávníček Obránci: František Mašlaň, Jan Kasper, Bohuslav Sláma, Ladislav Olejník, Rudolf Potsch Útočníci: Slavomír Bartoň, Bronislav Danda, Karel Šůna, František Vaněk, Bohumil Prošek, Jiří Zamastil, Vlastimil Bubník, Jaroslav Pavlů, Zdeněk Návrat, Rudolf Scheuer, Václav Pantůček, Karel Skopal, Vladimír Šubrt Trenéři: Vladimír Bouzek, Eduard Farda |
| 5.    | 1959/1960 | Brankáři: Vladimír Nadrchal, Karel Ševčík Obránci: František Mašlaň, Jan Kasper, Bohuslav Sláma, Ladislav Olejník, Rudolf Potsch, Milan Richter Útočníci: Slavomír Bartoň, Bronislav Danda, Karel Šůna, František Vaněk, Vlastimil Bubník, Zdeněk Návrat, Rudolf Scheuer, Josef Černý, Václav Pantůček, Karel Skopal, Vladimír Šubrt, Ivo Winkler, František Ševčík Trenéři: Eduard Farda |
| 6.    | 1960/1961 | Brankáři: Vladimír Nadrchal, Karel Ševčík Obránci: František Mašlaň, Ladislav Olejník, Rudolf Potsch, Slavomír Bartoň, Jiří Andrt Útočníci: Bronislav Danda, Karel Šůna, František Vaněk, Vlastimil Bubník, Rudolf Scheuer, Josef Černý, Václav Pantůček, Karel Skopal, Vladimír Šubrt, Ivo Winkler, František Ševčík Trenéři: Vladimír Bouzek |
| 7.    | 1961/1962 | Brankáři: Vladimír Nadrchal, Karel Ševčík Obránci: František Mašlaň, Ladislav Olejník, Rudolf Potsch, Jiří Andrt, Jan Soukup, Jaromír Meixner Útočníci: Slavomír Bartoň, Bronislav Danda, Karel Šůna, František Vaněk, Vlastimil Bubník, Rudolf Scheuer, Josef Černý, Václav Pantůček, Karel Skopal, Vladimír Šubrt, Ivo Winkler, František Ševčík, Jaroslav Jiřík, Zdeněk Kepák Trenéři: Vladimír Bouzek |
| 8.    | 1962/1963 | Brankáři: Vladimír Nadrchal, Karel Ševčík Obránci: František Mašlaň, Ladislav Olejník, Rudolf Potsch, Jan Soukup, Jaromír Meixner Útočníci: Bronislav Danda, František Vaněk, Vlastimil Bubník, Rudolf Scheuer, Josef Černý, Václav Pantůček, Karel Skopal, Vladimír Šubrt, Ivo Winkler, František Ševčík, Jaroslav Jiřík, Zdeněk Kepák Trenéři: Vladimír Bouzek |
| 9.    | 1963/1964 | Brankáři: Vladimír Nadrchal, Karel Ševčík Obránci: František Mašlaň, Ladislav Olejník, Rudolf Potsch, Jaromír Meixner Útočníci: Josef Barta, Bronislav Danda, František Vaněk, Vlastimil Bubník, Rudolf Scheuer, Josef Černý, Václav Pantůček, Karel Skopal, Vladimír Šubrt, Ivo Winkler, František Ševčík, Jaroslav Jiřík, Zdeněk Kepák Trenéři: Vladimír Bouzek |
| 10.   | 1964/1965 | Brankáři: Vladimír Nadrchal, Karel Ševčík Obránci: František Mašlaň, Ladislav Olejník, Rudolf Potsch, Jaromír Meixner Útočníci: Josef Barta, Bronislav Danda, František Vaněk, Vlastimil Bubník, Rudolf Scheuer, Josef Černý, Václav Pantůček, Karel Skopal, Ivo Winkler, František Ševčík, Jaroslav Jiřík, Zdeněk Kepák Trenéři: Vladimír Bouzek |
| 11.   | 1965/1966 | Brankáři: Vladimír Nadrchal, Jaromír Přecechtěl, Josef Dvořák Obránci: František Mašlaň, Ladislav Olejník, Rudolf Potsch, Jaromír Meixner, Břetislav Kocourek Útočníci: Josef Barta, Bronislav Danda, František Vaněk, Vlastimil Bubník, Rudolf Scheuer, Josef Černý, Karel Skopal, Ivo Winkler, František Ševčík, Jaroslav Jiřík, Zdeněk Kepák, Richard Farda Trenéři: Vladimír Bouzek |
| 12.   | 2016/2017 | Brankáři: Marek Čiliak, Karel Vejmelka Obránci: Jozef Kováčik, Michal Gulaši, Jakub Krejčík, Peter Trška, Ondřej Němec, Tomáš Bartejs, Tomáš Malec, Jan Štencel, Libor Zábranský, Filip Král Útočníci: Tomáš Vondráček, Martin Erat, Leoš Čermák , Hynek Zohorna, Radim Zohorna, Martin Zaťovič, Jan Hruška, Marcel Haščák, Martin Dočekal, Marek Kvapil, Alexandre Mallet, Tomáš Havránek, Tomáš Vincour, Vojtěch Němec, Martin Nečas, Kamil Brabenec, Jan Káňa Trenéři: Libor Zábranský, Kamil Pokorný, Martin Pešout, Petr Haken |
| 13.   | 2017/2018 | Brankáři: Marek Čiliak, Marek Langhamer, Karel Vejmelka Obránci: Tomáš Bartejs, Michal Gulaši, Jakub Krejčík, Tomáš Malec, Dalimil Mikyska, Ondřej Němec, Jan Štencel, Lukáš Vágner, Michal Barinka Útočníci: Leoš Čermák , Martin Dočekal, Adam Gajarský, Luboš Horký, Martin Erat, Marcel Haščák, Tomáš Havránek, Jan Hruška, Petr Holík, Alexandre Mallet, Petr Kratochvíl, Martin Nečas, Tomáš Vondráček, Tomáš Vincour, Martin Zaťovič, Hynek Zohorna, Radim Zohorna Trenéři: Libor Zábranský                                  |
| 14.   | 2024/2025 | Brankáři: Michal Postava, Gašper Krošelj Obránci: Brandon Davidson, Jan Ščotka, Marek Ďaloga, Libor Zábranský, Rhett Holland, Nicolas Beaudin, Michal Gulaši Útočníci: Jakub Flek , Šimon Stránský, Lukáš Cingeľ, Hynek Zohorna, Adam Zbořil, Peter Mueller, Kristián Pospíšil, Arttu Ilomäki, Andrej Kollár, Jakub Kos, Jakub Konečný, Tomáš Rachůnek, Radim Ferda Trenéři: Kamil Pokorný, Jiří Horáček |

## Individuální trofeje
| Počet                                          | Hráč             | Roky                  |
| ---------------------------------------------- | ---------------- | --------------------- |
| Vítěz kanadského bodování                      |                  |                       |
| 1                                              | Peter Mueller    | 2020/2021             |
| Nejlepší střelec ligy                          |                  |                       |
| 0                                              |                  |                       |
| Nejlepší nahrávač                              |                  |                       |
| 1                                              | Petr Holík       | 2018/2019             |
| Nejlepší brankář                               |                  |                       |
| 1                                              | Jiří Trvaj       | 2011/2012             |
| 2                                              | Marek Čiliak     | 2016/2017 • 2017/2018 |
| 1                                              | Michal Postava   | 2024/2025             |
| Nejlepší nováček                               |                  |                       |
| 1                                              | Martin Nečas     | 2016/2017             |
| 1                                              | Stanislav Svozil | 2019/2020             |
| 1                                              | Eduard Šalé      | 2022/2023             |
| Nejproduktivnější obránce                      |                  |                       |
| 0                                              |                  |                       |
| Nejlepší obránce                               |                  |                       |
| 1                                              | Michal Gulaši    | 2017/2018             |
| Hokejista sezóny                               |                  |                       |
| 0                                              |                  |                       |
| Nejlepší hráč play off                         |                  |                       |
| 1                                              | Marek Čiliak     | 2016/2017             |
| 1                                              | Martin Erat      | 2017/2018             |
| 1                                              | Michal Postava   | 2024/2025             |
| Nejproduktivnější hráč Tipsport ELH (play off) |                  |                       |
| 1                                              | Tomáš Divíšek    | 2011/2012             |
| Nejlepší trenér                                |                  |                       |
| 1                                              | Zdeněk Venera    | 2011/2012             |
| 1                                              | Libor Zábranský  | 2017/2018             |
| 1                                              | Kamil Pokorný    | 2024/2025             |

## Projekty

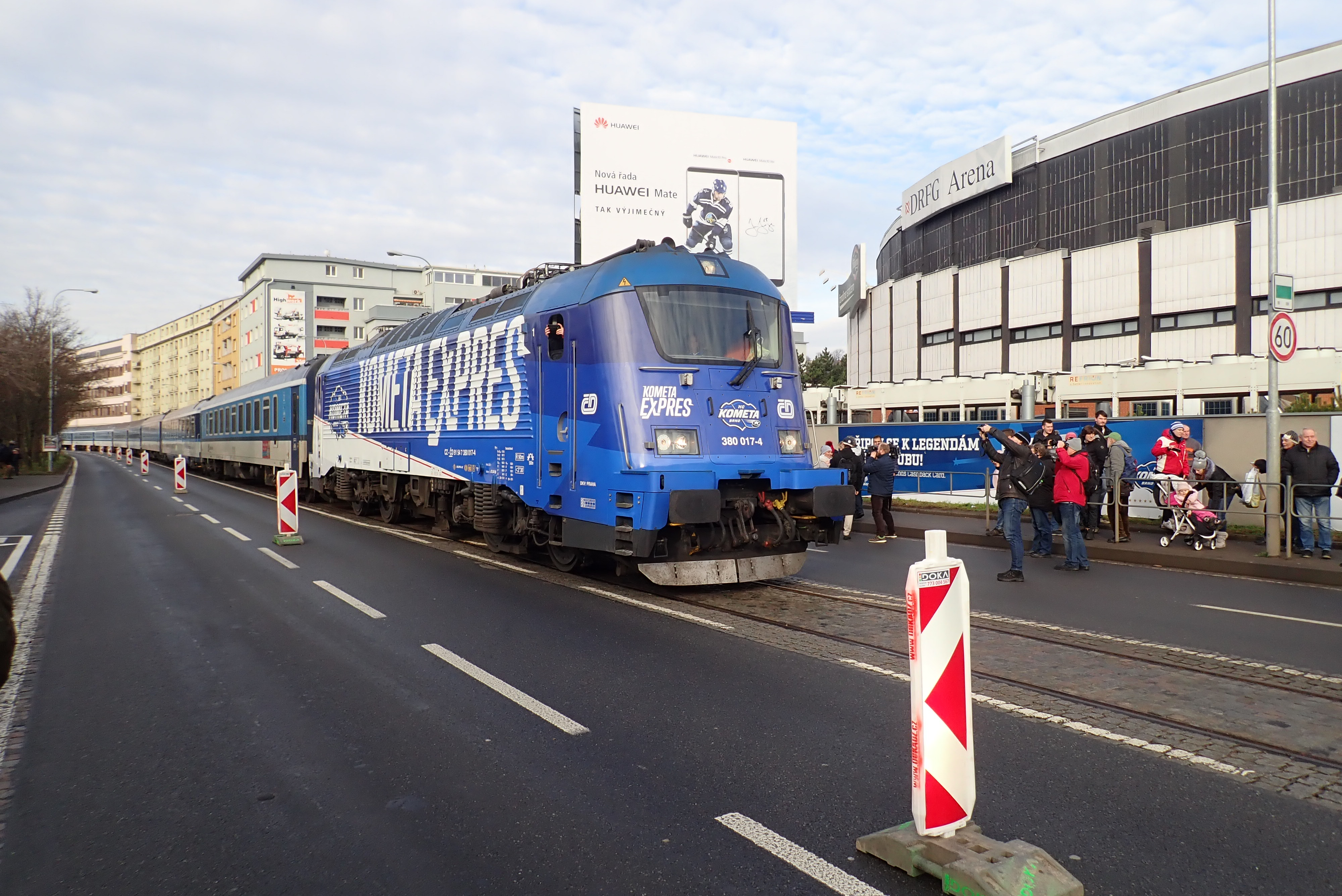
Kometa Expres v ulici Na Poříčí

- KOMETA noviny – měsíčník, který přináší novinky z Komety, ale i ze Zbrojovky. Vydává Motor-Presse Bohemia s.r.o. Rozšiřuje PNS a.s.
- PUK – časopis ke každému zápasu
- Kometa Expres tramvaj – tramvaj typu Škoda 13T s polepem Kometa expresu
- Nadační Fond Kometa – nezisková organizace pro podporu dětí s Poruchami autistického spektra
- Pohádky o Kometě – kniha tvořená 13 kapitolami přesně tolika co klub získal mistrovských titulů
- Kometa:film – sportovní filmový dokument k zisku dvou mistrovských titulů po sobě
- Kometa Expres – vlak převážející fanoušky včetně hráčů a realizačního týmu
- Kometa Kemp – příměstské tábory pro děti od 6 do 15 let pořádané klubem, zaměřené jsou na sport
- MŠ Kometka – sportovní školka zaměřená na pohyb a zdravý životní styl
- Království Komety – vesnice a města podporující Kometu
- Bruslička – kurzy bruslení s trenéry týmu
- Eko Den s Kometou – každoroční akce zaměřená na ochranu přírody a problematiku ohledně třídění odpadu
- Kometa Pub – oficiální klubová restaurace v designu a barvách klubu, má i své pobočky
- Komeťácká aplikace – oficiální aplikace pro fanoušky klubu
- Hokejové hry – dva hokejové zápasy konané pod širým nebem v prostorách bývalého Zimního stadionu Za Lužánkami